# Tidmätningens historia

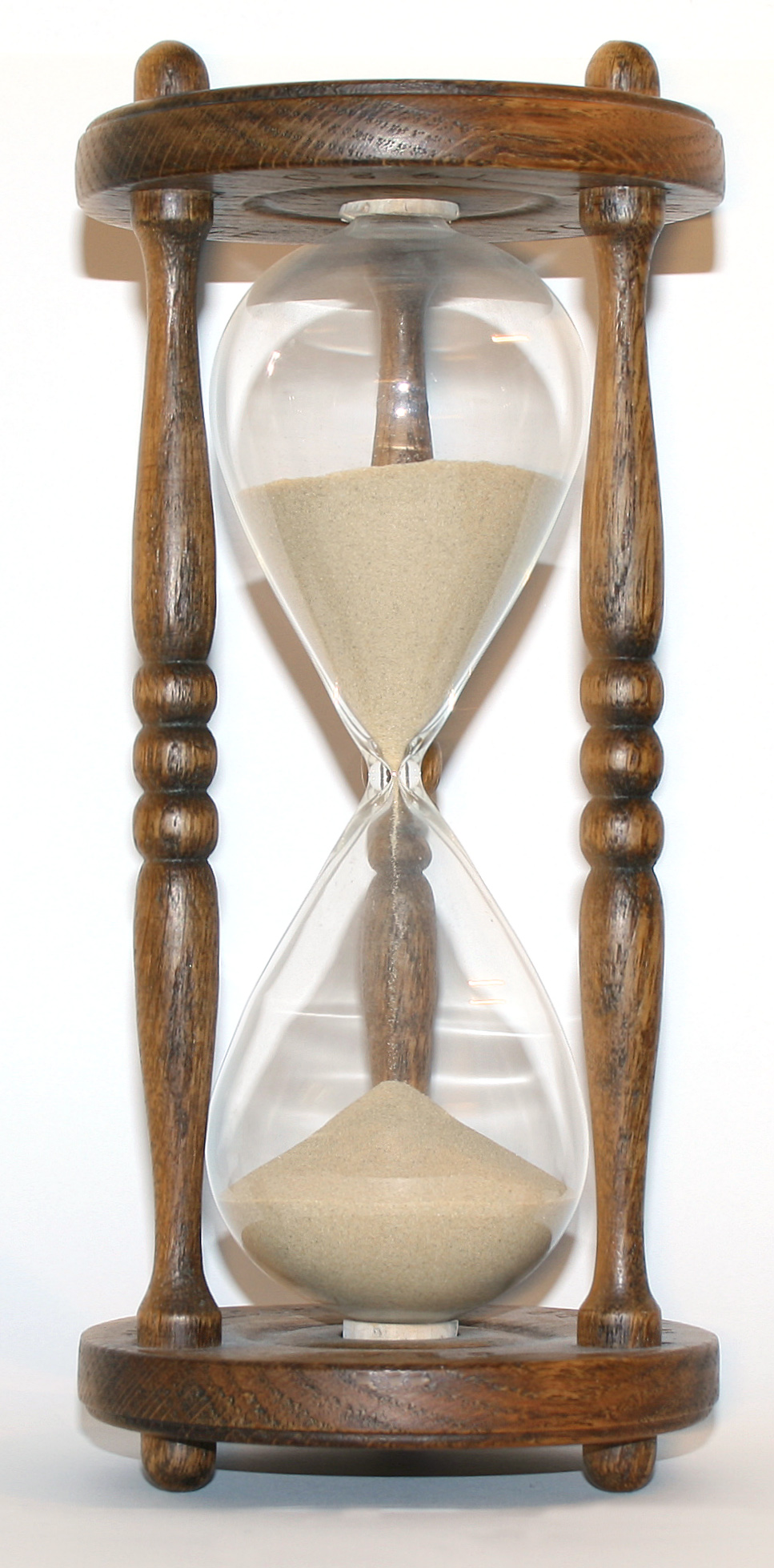
Ett timglas som mäter hur mycket tid som förflutit.

Tidmätningens historia är lika lång som den mänskliga civilisationens. I tusentals år har olika ur, kalendrar och andra tekniska hjälpmedel använts för att utföra tideräkning, det vill säga mäta tidsintervall eller bestämma aktuell astronomisk tidsperiod. Tidiga exempel på tillämpningar var att förutsäga mörkrets inbrott, att planera sådd och skörd, att komma ihåg högtider och att navigera. Det nuvarande sexagesimala talsystemet, som delar upp tidsintervall i 60 lika stora delar, uppfanns av sumererna och har använts för mätning av tid i cirka 4 000 år. Det forntida Egypten delade upp dagen i två 12-timmarsperioder och använde stora obelisker för att följa solens position. De utvecklade också vattenuret, som troligen först användes i Amun-Res tempelkomplex i Karnak i Egypten och senare även i det antika Grekland. Grekerna använde ofta egypternas vattenur, som de kallade klepsydra. Den kinesiska Shangdynastin tros ha använt vattenuren vid ungefär samma tid, efter att tekniken hade kommit in via Mesopotamien så tidigt som 2000 f.Kr. Kineserna blev också de första att dela dygnet i 100 lika långa intervall, ke, som motsvarade en kort kvart (=14,4 minuter) och användes i 2 000 år. Andra antika tidmätare var ljusklockan, som användes i Kina, Japan, England och Irak, tidstickan, ett slags portabelt solur som ofta användes i Indien, Tibet och i vissa delar av Europa samt olika typer av timglas som principiellt är lika vattenur.
De tidigaste uren använde solens skuggor och gick därför inte att använda på natten eller vid molnigt väder. De behövde också kalibreras om alltefter årstid, förutom i de fall som solurets gnomon var i linje med jordaxeln. Det tidigast kända vattenuret, med ett vattendrivet balanssystem som omvandlade en roterande rörelse till en intervallrörelse, är daterat till 200-talet och användes i Grekland. I Kina uppfanns kvicksilverdrivna urverk på 900-talet, följt av arabiska vattenur med kugghjul och vikter på 1000-talet.
Mekaniska klockor med steghjul uppfanns i Europa i början av 1300-talet och förblev den vanligaste urmekanismen tills fjäderdrivna klockor och fickur uppfanns på 1500-talet, följt av pendeluren på 1600-talet. På 1900-talet utvecklades kvartsoscillatorn och atomuret. Kvartsoscillatorn, som till en början främst användes i laboratoriesammanhang, var både exakt och kunde tillverkas till en rimlig kostnad och blev därför vanliga i armbandsur. Atomklockor är noggrannare än någon tidigare tidmätningsenhet och används för att kalibrera andra klockor och för att beräkna den internationella atomtiden som det standardiserade civila systemet UTC utgår från.

## Tidiga tidmätningssystem

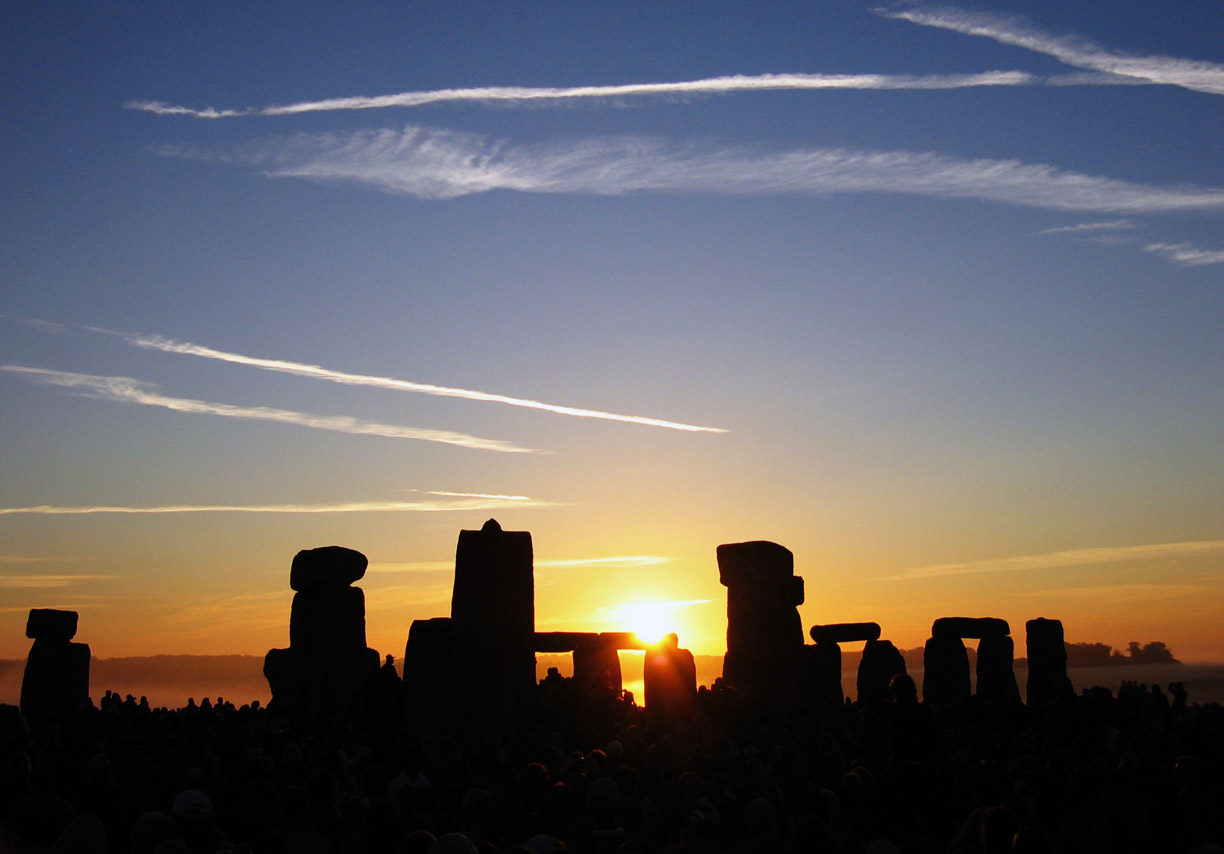
Solen stiger upp över Stonehenge vid sommarsolståndet.

I många forntida civilisationer observerades astronomiska himlakroppar, oftast solen och månen, för att fastställa tid, datum och årstider. Principerna för det sexagesimala talsystemet, som delar upp tidsintervall i 60 lika stora delar och nu är standard i hela västvärlden, utvecklades redan för 4 000 år sedan i Mesopotamien och Egypten. I Mesoamerika utvecklades det vigesimala talsystemet, som istället delar upp tidsintervall i 20 delar, ett system som det fortfarande finns spår av i några språk. De första kalendrarna kan ha skapats under den senaste istiden av jägare-samlare som använde verktyg av stenar eller trä för att bestämma månens faser och årstider. Stensättningar, som Stonehenge i England, restes i olika delar av världen, särskilt i det förhistoriska Europa och tros ha använts för mäta tid och förutse årliga händelser som dagjämningar och solstånd. Eftersom dessa megalitiska civilisationer inte har någon skriftlig historia, är lite känt om deras kalendrar eller tidmätningsmetoder.

### 3500 f.Kr.–500 f.Kr.
Solurens princip är att låta solskuggan visa och mäta delar av dagen. Det äldsta kända soluret är från Egypten och gjordes av grönt glimmerskiffer. Forntida egyptiska obelisker, tillverkade cirka 3500 f.Kr., är också bland de tidigaste soluren.

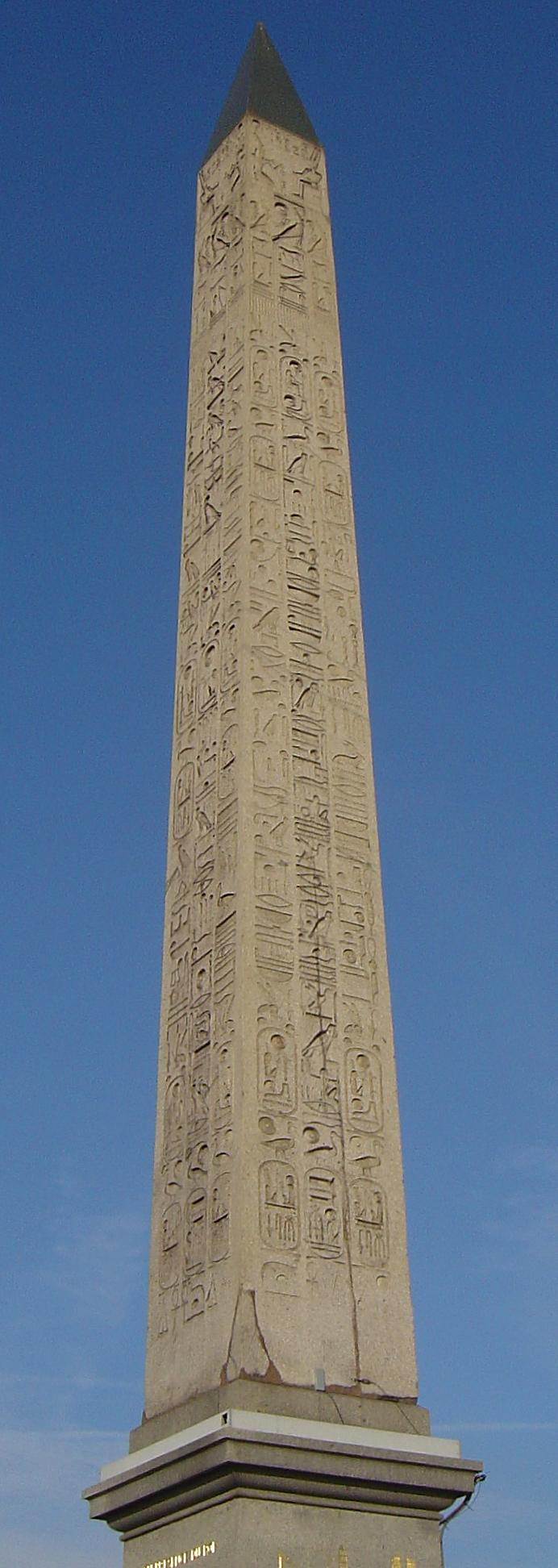
Obelisk från Luxor på Place de la Concorde i Paris

Det egyptiska soluret delade upp dagen med fullt dagsljus i tio delar, samt två delar i gryningen och två vid skymningen. En typ av solur bestod av en hög pelare med fem variabla markeringar och en horisontell stav, som kastade sin skugga över dessa märken. På förmiddagen kastade staven en skugga på markeringarna väster om pelaren och på eftermiddagen öster om pelaren. Obelisker fungerade på samma sätt: skuggan som visades på markeringarna angav tiden. Obelisken visade också om det var för- eller eftermiddag, samt sommar- och vintersolstånd. En tredje typ av solur, med en böjd T-form, utvecklades cirka 1500 f.Kr. Den angav tiden med hjälp av skuggan från en tvärslå som var fäst på en vinklad stolpe. Skuggans "T" var orienterat från öster på morgonen och vände vid middagstid, så att den kunde kasta sin skugga i motsatt riktning.
Solurens tidsangivelser kunde vara väl så exakta, men de var beroende av solljus och fungerade varken på natten eller vid mulet väder. Egyptierna utvecklade därför ett antal alternativa tidmätningsinstrument som vattenur, timglas och ett system för att mäta stjärnornas rörelser. Den äldsta beskrivningen av ett vattenur är från en gravinskription från 1500 f.Kr. där en egyptisk domstol officiellt identifierar dess uppfinnare. Det fanns flera olika typer av vattenur, vissa mer komplicerade än andra. En typ bestod av en skål med små hål i botten, som fylldes på med ett jämnt vattenflöde. När vattennivån nådde markeringshål i skålens vägg angav den hur lång tid som förflutit. Det äldsta kända vattenuret hittades i farao Amenhotep I:s (1525–1504 f.Kr.) grav, vilket tyder på att de först användes i forntidens Egypten. En annan egyptisk metod för att mäta hur lång tid som förflutit nattetid var ett instruments som kallades merkhet som användes från cirka 600 f.Kr, framförallt i tempel. Den bestod av två markeringar som stod i linje med polstjärnan på en nord-sydlig meridian som markerades med hjälp av lodinje. Genom att observera stjärnornas rörelse i förhållande till den linje som en merkhet markerade kunde tiden läsas av med förhållandevis hög exakthet.
I Babylonien utvecklades en variant av soluret som kallades skaphe. Det var format som en halvsfärisk skål med ett system av måttangivelser som bestod av linjer inristade på insidan av skålen. En liten stav i skålen placerad så att spetsen befann sig i sfärens centrum kastade en solskugga. Skuggans längd kunde sedan avläsas på linjesystemet. De babyloniska soluren spred sig snart till Grekland. Gnomon, det namn som grekerna gav uppfinningen, kom att namnge gnomoniken, vetenskapen i tidmätning, något som för grekerna blev en viktig vetenskap inom astronomin. Enligt antika grekiska källor gjorde filosofen Anaximander som levde omkring 600 f.Kr. så genomgripande förbättringar av soluret, att han senare kom att anges som dess uppfinnare.

### 500 f.Kr.–1 f.Kr.

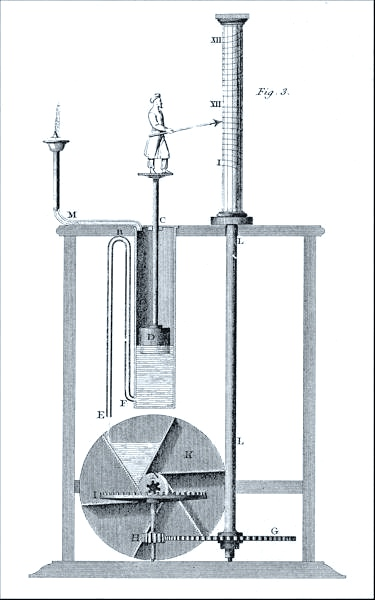
Ktesibios vattenur från 200 år f.Kr.

Vattenur eller clepsydrae var vanliga i det antika Grekland efter att de införts av Platon, som också uppfann en vattendriven väckarklocka. Platons väckarklocka beskrivs ibland som en behållare som innehöll blykulor som med en konstant hastighet vattenfylldes under natten intill att dess tyngdpunkt förändrats såpass att den tippade över varvid blykulorna ljudligt ramlade ned på ett kopparfat. Det oväsen som skapades var avsett att väcka Platons studenter vid akademin. En annan möjlighet är att klockan bestod av två kärl, förbundna med en hävert. Vatten fylldes på tills det nådde häverten, som transporterade vatten till det andra kärlet. Där skulle det stigande vattnet tvinga luft genom en alarmliknande visselpipa. Grekerna och kaldéerna ägnade sig regelbundet åt tidregistrering, som ett led i sina astronomiska observationer.
En kaldeisk astronom, Berosus, uppfann omkring 300 f. Kr. hemicyclium, ett förbättrat solur, som han skapat genom att skära bort främre delen av skaphesolurets skål. Förbättringen innebar bland annat att skuggan lättare kunde avläsas.
De grekiske astronomen Andronicus Cyrrhestes ledde byggandet av ett Vindarnas torn i Aten runt 100 f.Kr. Det var ett 12 meter högt torn som förutom vindriktningsmätare innehöll ett flertal solur och vattenur.
Vid det antika Greklands rättegångar användes ofta vattenur (clepsydrae) och senare antog även romarna denna praxis. Det finns flera källor som i historiska dokument och litteratur nämner detta. Till exempel i Theaitetos säger Platon: "Those men, on the other hand, always speak in haste, for the flowing water urges them on." Ett annat omnämnande sker i Lucius Apuleius "The Golden Ass": upp steg en gammal man som åklagarvittne, som fick tala så länge som det fanns vatten kvar i klockan. Vattnet evakuerades genom hål i klockans bas. Det fanns även andra typer av vattenur, som istället byggde på hur lång tid en vattenbehållare tog att fylla upp, som samtidigt evakuerades.
Vattenuren var mer användbara än soluren, då de också kunde användas inomhus, under natten och när det var mulet, men de var inte lika exakta. Grekerna prövade därför olika sätt att förbättra sina vattenur. Även om vattenuren fortfarande inte var lika exakta som soluren, blev de dock mer exakta omkring 325 f.Kr. Då kunde de också visa timmar, vilket gjorde dem mer exakta och användbara. Ett stort problem med vattenuren utgjordes ofta av ett varierande vattentryck; när vattenbehållaren var full ökade trycket, vilket fick vattnet att strömma ut snabbare. Detta problem bearbetades av både grekiska och romerska vetenskapare runt 100 f.Kr. och förbättringar gjordes de följande århundradena. För att motverka det ökade vattenflödet gavs ofta vattenbehållarna en konisk form med den större diametern uppåt. Då blev det högre trycket kompenserat med en ökad vattenmängd som skulle evakueras och nivån kunde sänkas mer linjärt. Ungefär vid samma tid utvecklades också mera eleganta konstruktioner, som att heltimmar kunde markeras med gonggong-slag eller att dörrar öppnades för små statyetter eller andra visande mekanismer. Det kvarstod dock ett annat principiellt problem med vattenuren, då vattens strömningshastighet också är beroende av dess temperatur. Vatten rinner långsammare vid lägre temperaturer och kan förstås också frysa.
Parallellt med att både grekerna och romarna förbättrade vattenuren, fortsatte också utveckling av soluren. Ett exempel var matematikern och astronomen Theodosius av Bithynia, som sägs ha uppfunnit en universellt solur som skulle kunna visa korrekt var som helst på jorden. Andra beskrev soluret både matematiskt och i beskrivande litteratur under perioden. Den romerske arkitekten och ingenjören Vitruvius författade De Architectura som också matematiskt beskrev både solur och dess gnomon. Under kejsar Augustus byggde romarna det största soluret någonsin, Solarium Augusti, vars gnomon var en obelisk från Heliopolis. På samma sätt användes obelisken från Marsfältet som gnomon för Augustus stjärnteckensur. Enligt Plinius den äldre kom det första soluret till Rom 264 f.Kr. som ett krigsbyte från Catania på Sicilien och det kom sedan att missvisa intill att dess märkningar anpassades till Roms geografiska position ett århundrade senare.

#### Persien

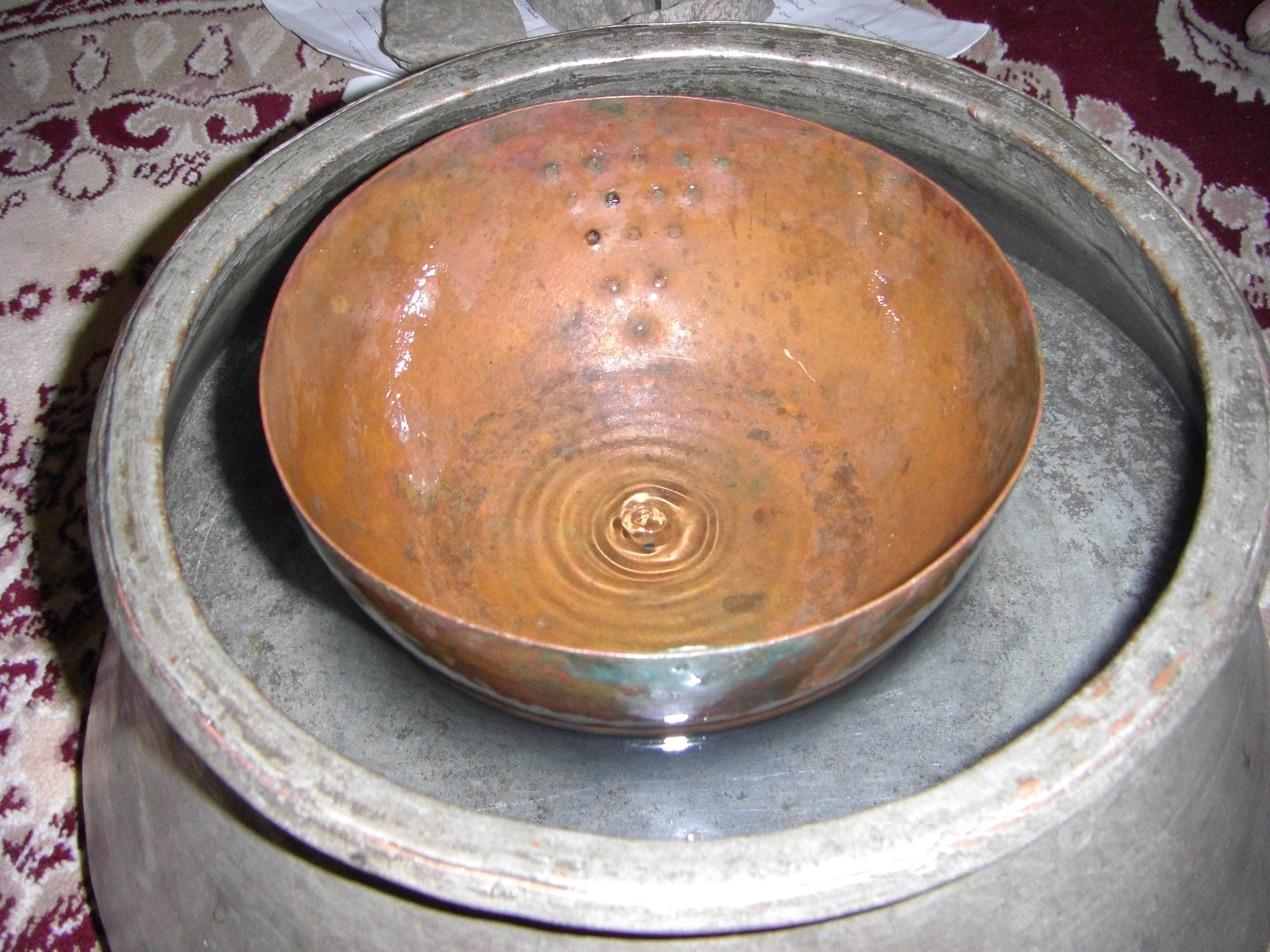
En antikt persiskt ur

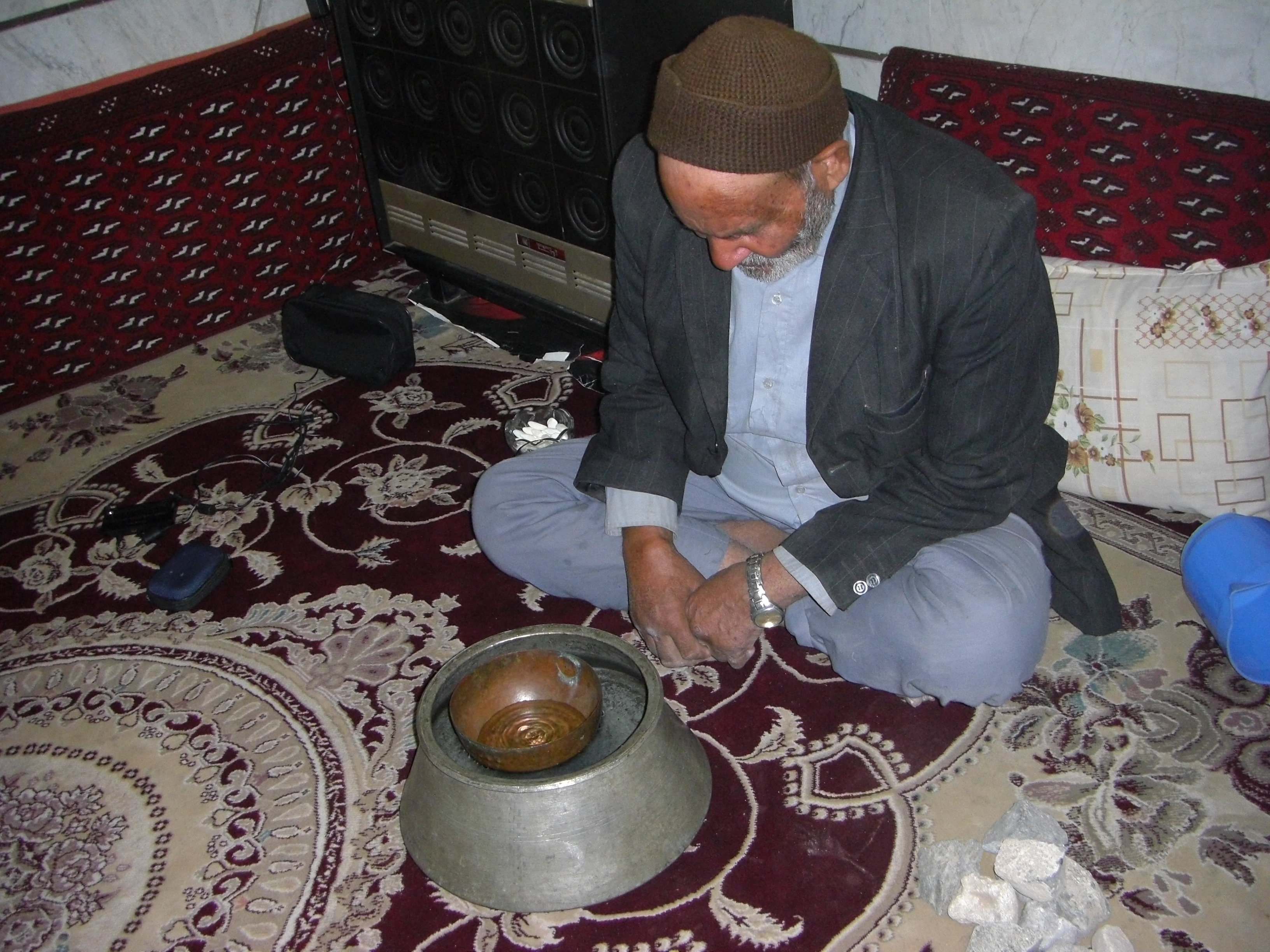
Miraab, föreståndare för ett vattenur i Iran

Enligt Kallisthenes använde perserna vattenur 328 f.Kr. för att säkerställa en rättvis och exakt fördelning av vattnet från olika qanat, en form av andelsägda konstbevattningssystem. Det finns också indikationer på att vattenur använts i Iran redan 500 f.Kr. och då särskilt i regionen runt Zeebad. Senare användes de också för att bestämma de exakta heliga dagar för de tidiga islamiska religionerna, som Nouruz, Chelah eller Shab-e Yalda (vårdagjämningen, sommar- och vintersolståndet).
Vattenuret, eller Fenjaan på arabiska, kunde i det forntida Persien nå mycket tillförlitliga nivåer när det gällde att fördela vatten rättvist. Dessa vattenur var praktiska för att kunna bestämma tiden för hur länge att vattenflöde skulle avledas åt ett speciellt håll. Då en qanat kunde vara ett jordbruks enda vattenkälla för bevattning, var en rättvis vattenförsörjning mycket viktig. Det var därför också viktigt att de som valdes att handha vattenuren hade andelsägarnas förtroende.
Vattenuret kunde bestå av ett vattenfyllt kärl, där en skål sattes ned. Skålen hade små hål i botten där vattnet strömmade in och när skålen blev fylld sjönk den till kärlets botten. Efter att detta hände skulle skålen tömmas och förloppet kunde återstartas. Genom att registrera antalet tömningar kunde tidsperioden mätas, och ett enkelt sätt att hålla reda på själva registreringen kunde vara att flytta ett utvalt antal stenar från en plats till en annan.
Den plats där vattenuren placerades kallas khaneh fenjaan. En vanlig plats kunde exempelvis vara översta våningen i en offentlig byggnad, med utsikt åt både väst och öst för att kunna registrera tiden för solens upp- och nedgång. Det kunde här också finnas tillgång till navigationsverktyg som astrolabium, men de hade mindre praktisk betydelse för jordbruket. Vattenuret i Zeebad Gonabad var i bruk tills 1965, då det ersattes av modernare urverk.

### 1 e.Kr.–1500 e.Kr.

#### Vattenur

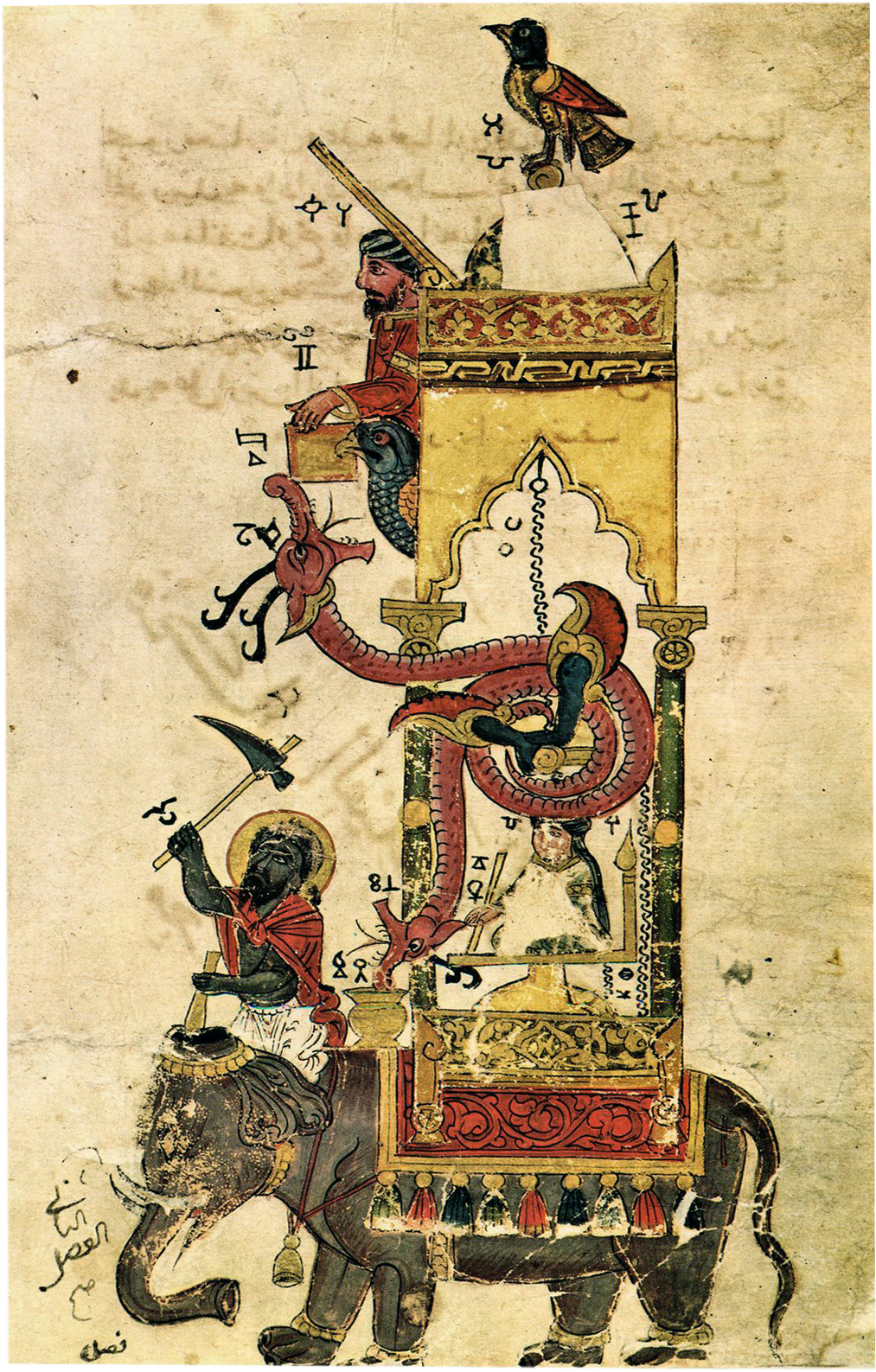
Den vattendrivna elefantklockan av Al-Jazari, 1206.

Den brittiske historikern Joseph Needham hävdade att vattenuret kunde ha anlänt till Kina, från Mesopotamien, redan under Shangdynastin (1555 f.Kr. till 1045 f.Kr.) och som senast under Handynastin. I början av Handynastin runt 200 f.Kr. ersattes gradvis vattenuren som var baserade på tömningsprincipen emot dem som byggde på fyllnadsprincipen, vilka visade tiden med hjälp av en flottör med en indikatorstav. För att kompensera för det fallande trycket i vattenreservoaren, som påverkade tiden för fyllningen i mätbehållaren, införde Zhang Heng en extra tank mellan reservoaren och vattenbehållaren. Den första kända beskrivningen av denna princip nedtecknades 550 e.Kr. av Yin Gui och den beskrevs sedan bättre i detalj av uppfinnaren Shen Kuo. Omkring 610 förbättrades denna konstruktion av två uppfinnare under Suidynastin, Geng Xun och Yuwen Kai, vilka skapade ett balansvattenur.
Enligt Joseph Needham tillät balansvattenuret säsongsjusteringar av flödet från kompenseringstanken genom att olika standardlägen användes för balansbalkens motvikter, som följaktligen kunde anpassa flödet för olika längder på dag och natt. Med detta arrangemang krävdes inte en överfyllnadstank och de två operatörerna kunde förvarnas inför påfyllning.
Mellan 270 f.Kr. och 500 e.Kr. utvecklade greker som Ktesibios, Heron och Arkimedes och också romerska astronomer mer avancerade mekaniserade vattenur. Utvecklingen rörde både en mer precis flödesreglering och mer raffinerade arrangemang för att åskådliggöra tidens gång. Till exempel kunde vissa vattenur ringa i klockor och gonggongar, medan andra kunde öppna passager för statyetter eller flytta visare eller urtavlor. Vissa ur visade även astrologiska modeller av universum.
Den arabiske uppfinnaren Al-Jazariav beskrev 1206 en rad olika konstruktioner, varav en handlade om den så kallade elefantklockan. Hans avhandling beskriver att eftersom dagarna under året har olika längd måste också vattenflödet varieras, för att uret även ska kunna visa en jämn uppdelning av dagen. För att åstadkomma det var den visande vattenbehållaren ansluten till två separata vattenmagasin, varav det övre visade en absolut tid medan det undre också hade en flödeskontrollerad funktion. Vid gryningen öppnades en kran som öppnade ett flöde från den övre till den nedre tanken via en flödesregulator som säkrade ett konstant tryck i den mottagande tanken.

#### Ljusklockor

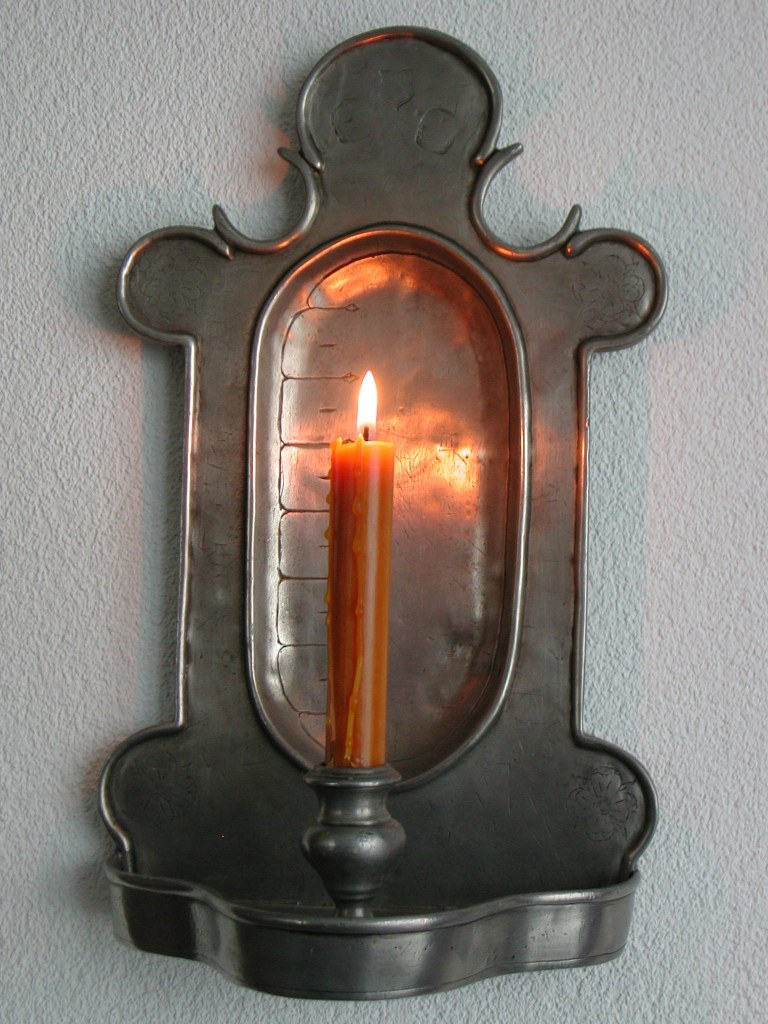
En ljusklocka

Det är inte känt specifikt var och när ljusklockorna började användas, men det tidigast kända omnämnandet är taget från en kinesisk dikt, som är skriven år 520 av You Jianfu. Enligt dikten var ljuset graderat på ett sådant sätt att det var avsett att fastställa tiden på natten. Liknande ljusklockor användes i Japan intill 900-talet.
Ljusklockan har vanligtvis blivit omskriven i samband med Alfred den store. Dennes ljusklocka bestod av sex ljus som vardera var tillverkade av 72 pennyweights (1 pw = c:a 1,5 g) av vax, cirka 30 cm höga, med en jämn diameter och märkt varje tum. Eftersom dessa ljus brann ungefär i fyra timmar, gick det runt 20 minuter mellan varje märke. Ljusen var placerade i trälådor med glasfönster, för att förhindra att ljuset skulle brinna ojämnt eller släckas.
En för sin tid avancerad ljusklocka beskrevs av Al-Jazari år 1206. Hos dennes ljusklocka fanns det en visare för tiden och där finns också för första gången en bajonettfattning beskriven, som fortfarande används i flera olika sammanhang.

Den brittiske historikern Donald Hill beskrev Al-Jazaris ljusklocka så här:
| ” | Ljuset, vars brinnhastighet var känd, var placerat under ett ihåligt lock där bara toppen stack upp. Vaxet samlades upp i en fördjupning och kunde tas bort med jämna mellanrum, för att underlätta en jämn förbränning. Ljuset stod i en grund vågskål som hade en ring på sidan som var ansluten till ett block med en motsvarande motvikt. Allt eftersom ljuset brann ned, sköts motvikten uppåt med en jämn hastighet. Visaranordningen drevs från skålen som ljuset stod i. Inga andra ljusklockor av denna typ är kända. | „ |

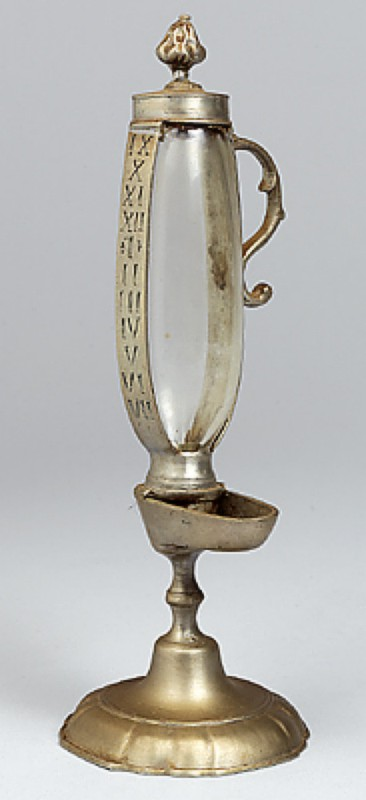
En oljelampklocka

En variant på ljusklocka var oljelampklockan. Dessa tidiga klockor bestod av en oljelampa med en graderad oljebehållare där ofta valolja, som brann rent och jämnt, användes. Denna typ av klocka kunde visa en ungefärlig förfluten tid under tiden som den var tänd.

#### Rökelseklockor
Förutom vattenur, mekaniska ur och ljusklockor användes rökelseklockor i östra Asien, vilka kunde ha skiftande former. Rökelseklockorna började användas i Kina omkring år 500. I Japan finns det ännu en kvar i Shōsōin, vilken har devanāgarītecken. På grund av den relativt vanliga förekomsten av Devanagaritecken i sammanhanget, vilket kan tyda på en användning i buddhistiska ceremonier, lade kinahistorikern Edward H. Schafer fram teorin att rökelseklockorna egentligen kanske kom från Indien. Rökelseklockans princip är snarlik ljusklockan, men den brann jämnare och utan låga och var därför mer exakt och säkrare för inomhusbruk.
Flera olika typer av rökelseklockor har hittats och de vanligaste varianterna använder antingen rökelse i pulverform eller pressade rökelsestickor. En rökelsesticka kunde ha markeringar, eller vara försedda med gängor, eller vikter som kunde falla ned på tallrikar eller gonggongar för att markera önskade tidsintervall. Vissa rökelseklockor kunde ha eleganta brickor som vikter kunde falla ned på. Det fanns också rökelsestavar med olika doftämnen, så att olika timmar också kunde indikeras via luktsinnet. Rökelsestavarna kunde vara raka eller spiralformade, som därför kunde brinna längre och de hängde ofta i taken i både hem och tempel.
I Japan kunde en geisha få betalt för antalet senkodokei (rökelsestavar) som hade förbrukats medan hon var närvarande, en praxis som fortsatte fram till 1924. Pulverklockorna användes i liknande sammanhang som stavklockorna, fastän den religiösa användningen var av mer primär betydelse. Dessa klockor var också populära i sociala sammanhang och användes även av kinesiska forskare och intellektuella. Förbränningsområdet kunde bestå av en trä- eller stenskiva med ett eller flera etsade spår, i vilken rökelsepulver placerades. Dessa klockor var vanliga i Kina, men tillverkades även i mindre skala i Japan. För att signalera ett visst tidsintervall kunde till exempel vara små bitar av säregna dofter som skog, hartser eller andra rökelseämnen. Olika pulverklockor använde olika formuleringar av rökelse, beroende på hur klockans utformning. Intervallen för olika rökelseled, var direkt relaterad till områdets storlek som utgjorde den primära faktorn för brinntiden, det fanns exempel på allt mellan 12 timmar och 1 månad.
Medan tidiga rökelseskivor var gjorda av trä eller sten, införde kineserna successivt metallskivor, med en trolig början under Songdynastin. Metallskivorna gjorde det enklare att skapa både korta och långa intervall, mer exakta banor, samt större möjligheter för estetiska dekorationer. En annan fördel var att bättre kunna variera spåren efter längden på dagarna under året. I takt med att klockorna krympte i storlek, blev de allt mer populära och denna typ av klocka blev ofta föremål för gåvor. Rökelseklockor är eftersökta av samlare, men utbudet är mycket begränsat vid sidan av musei- och tempelexemplaren.

#### Klockor med kugghjul och steghjul
Det tidigaste exemplet på vätskedrivet steghjul (escapement) i ett vattenur beskrevs av den grekiska ingenjören Philo av Byzantium cirka 250 år f.Kr. Vid en beskrivning av ett automatiserat tvättställ, görs en jämförelse med ett vattenurs mekanism. Ett annat tidigt ur som använde escapements byggdes under den 600-talet i Chang'an, genom den tantriske munken och matematikern Yi Xing och regeringstjänstemannen Liang Lingzan. Det var ett astronomiskt instrument som även fungerade som en klocka och det var omnämnt enligt nedan:
"Instrumentet var gjort som en avbild av himmelssfären och på den visades månens olika faser i tur och ordning, ekvatorn och dess grader runt varvet. Den drevs av ett vattenhjul, med ett antal skopor, som drev ett hjul som fullbordade ett varv på ett dygn. Det fanns också två ringar som var monterade på sfärens utsida, med en sol och en måne som flyttades i cirkulär banor runt sfären. Hela det sfäriska instrumentet var halvt nedsänkt i ett träetui som representerade horisontlinjen. Det tillät relativt precisa avläsningar för gryning och skymning samt månen i dess olika faser. Dessutom fanns det två träuttag på horisontlinjen där en klocka och en trumma var monterade, klockan slog automatiskt heltimmar och trumman slog varje kvart. Alla dessa samtida rörelser gjordes med hjälp av ett mekaniskt system med hjul och axlar, nålar och stavar som drev och låste olika sekvenser".

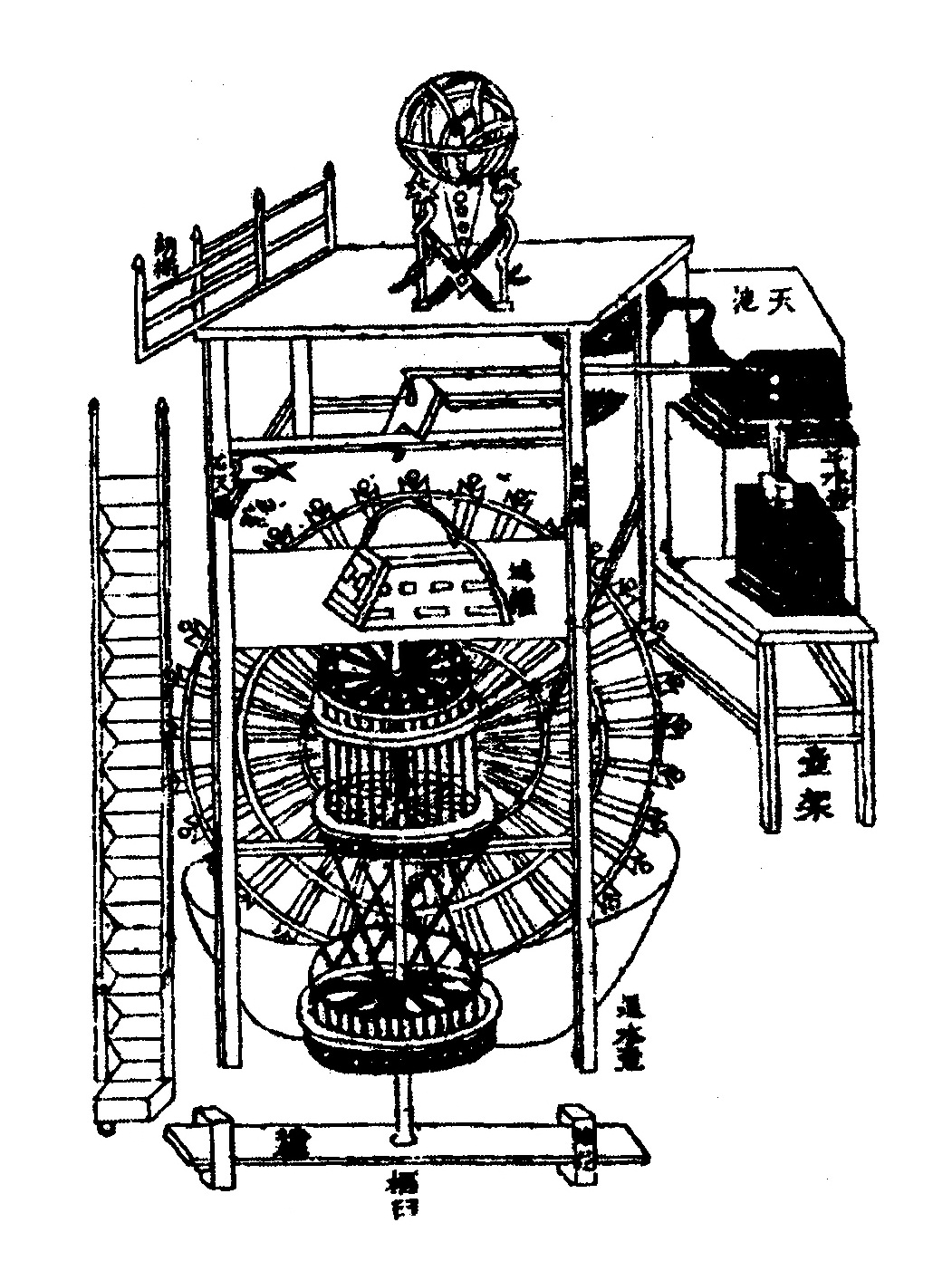
Originalbild av ett klocktorn, från en bok av den kinesiske vetenskaparen Su Song

Eftersom Yi Xings instrument var ett vattenur, blev det också påverkat av temperaturvariationer. Detta problem löstes år 976 av Zhang Sixun, då denne ersatte vattnet med kvicksilver, som förblir flytande ned till -39 ºC. Zhang genomförde denna förändring i sitt klocktorn, som var cirka 10 meter högt, ihop med ett steghjul för klockans slag varje kvart. Ett annat anmärkningsvärt ur byggdes av Su Song år 1088. Det var ungefär lika stort som Zhangs torn men hade en automatiskt roterande armillarsfär, som visade olika stjänors position i förhållande till jorden (som satt i centrum). Det hade också fem paneler med statyetter som ringde i klockor eller gonggongar. Dessutom hade detta ur den första kända kedjedriften i sin transmission. Ursprungligen byggdes uret i den dåvarande huvudstaden Kaifeng, men blev där nedmonterat av Jin-armén och skickades till huvudstaden Fanyang (numera Peking), där de inte kunde sätta ihop det igen. Som en följd av detta blev Su Songs son Su Xie ombedd att bygga en kopia.
Klocktornet som byggdes av Zhang Sixun och Su Song, under 900- och 1000-talet, hade också ett slagverk som lät klockan ljuda var timme. Ett annat ur med slagverk, utanför Kina, var vattenuret Jayrun i Umayyadmoskén i Damaskus i Syrien, som drabbade en gång i timmen. Det byggdes av Muhammed al-Sa'ati på 11-hundratalet som senare beskrevs av sonen Ridwan Ibn al-Sa'ati skrift: On the Construction of Clocks and their Use från 1203 i samband med en reparation av uret. Under år 1235 färdigställdes ett vattendrivet ur, vid entrén till Mustansiriya Madrasah i Bagdad, vilket annonserade de dagliga bönestunderna.
Det första uret som drevs av kugghjul uppfanns på 1000-talet av den arabiske ingenjören Ibn Khalaf al-Muradi i Al-Andalus. Det var ett vattenur med en komplicerad kugghjulsöverföring som hade både en segmentiell och planetväxelbaserad utväxling, vilken kunde överföra höga vridmoment. Denna typ av utväxling blev inte vanligt förekommande förrän de syntes i mekaniska ur på mitten av 1300-talet. Uret hade också kvicksilverhydrauliska funktioner som skötte vissa länkage.

#### Astronomiska ur

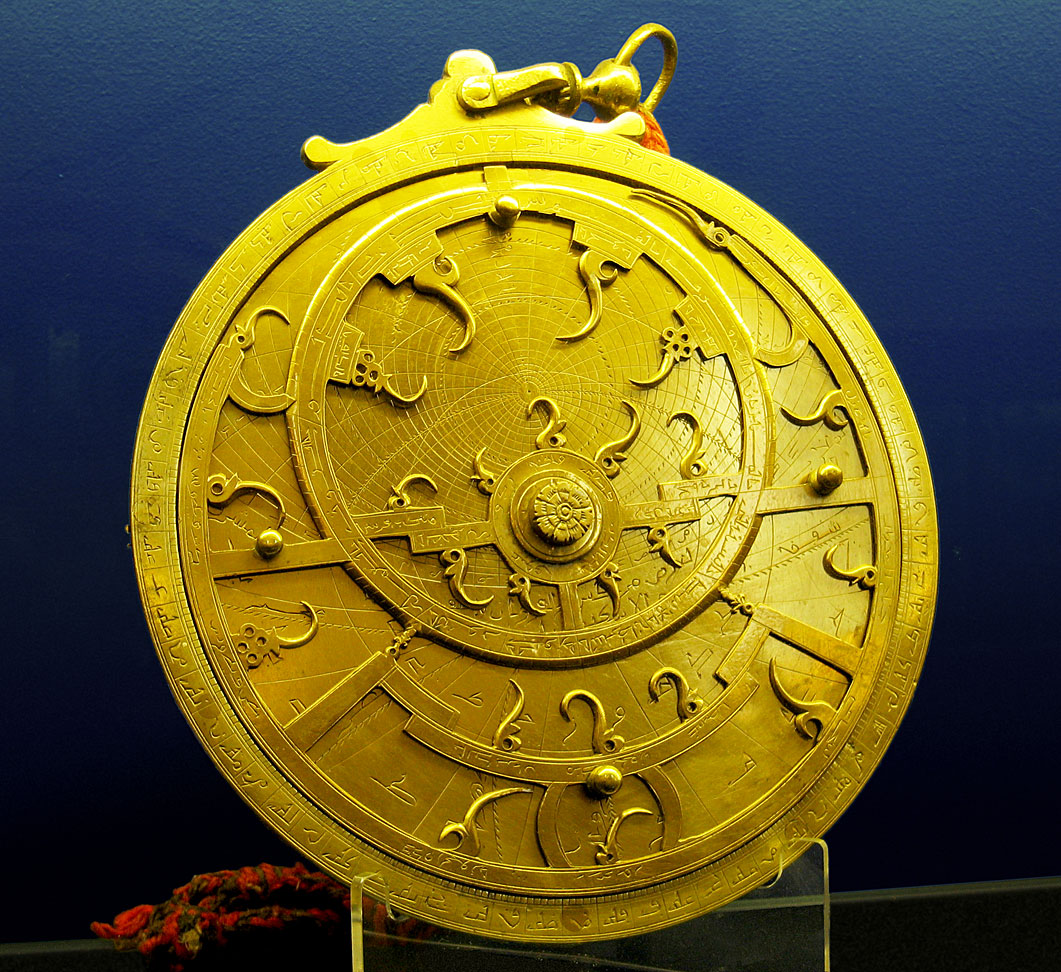
Astrolabium användes som astronomiska ur, i islamisk astronomi i moskéer och observatorium.

På 1000-talet, under Songdynastin, skapade den kinesiske astronomen Su Song ett vattendrivet astronomiskt ur för sitt klocktorn i Kaifeng. Det hade ett steghjul och den tidigast kända ändlösa kraftöverföringen i form av en kedjedrift, som drev armillarsfären. Samtida muslimska astronomer konstruerade också en rad mycket exakta astronomiska klockor för användning i deras moskéer och observatorier, som Al-Jazaris vattendrivna astronomiska ur från 1206, och astrolabiumuret av Ibn al-Shatir i början av 13:de århundradet. De mest sofistikerade astrolabier som var inriktade på tidsregistrering, var mekanismerna som var konstruerade av Abu Rayhān Biruni på 1000-talet och Muhammad ibn Abi Bakr på 1200-talet. Dessa instrument fungerade både som ur och kalender.

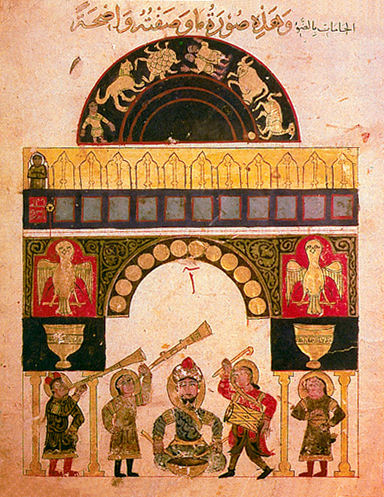
Tornur av Al-Jazari från 1206

Ett komplicerat vattendrivet astronomiskt ur byggdes av Al-Jazari år 1206. Detta tornur var en apparat som var cirka 3,4 meter hög och hade flera funktioner vid sidan av att mäta tiden. Det visade zodiaken för sol- och månbanorna och hade visare i form av en månskära som rörde sig över en valvbåge, driven av en dold mekanism som även öppnade dörrar framför rörliga statyetter var timme. Det var möjligt att justera längden för dag och natt, efter de faktiska längderna för dag och natt under året. Detta ur lär också ha haft flera automatiska mekanismer med statyetter i form av falkar och musikanter, som spelade när man drog i dess spakar. Dessa var drivna av kamaxlar, som var anslutna till ett vattenhjul.

## Moderna tidmätare

### Moderna varianter av antika modeller

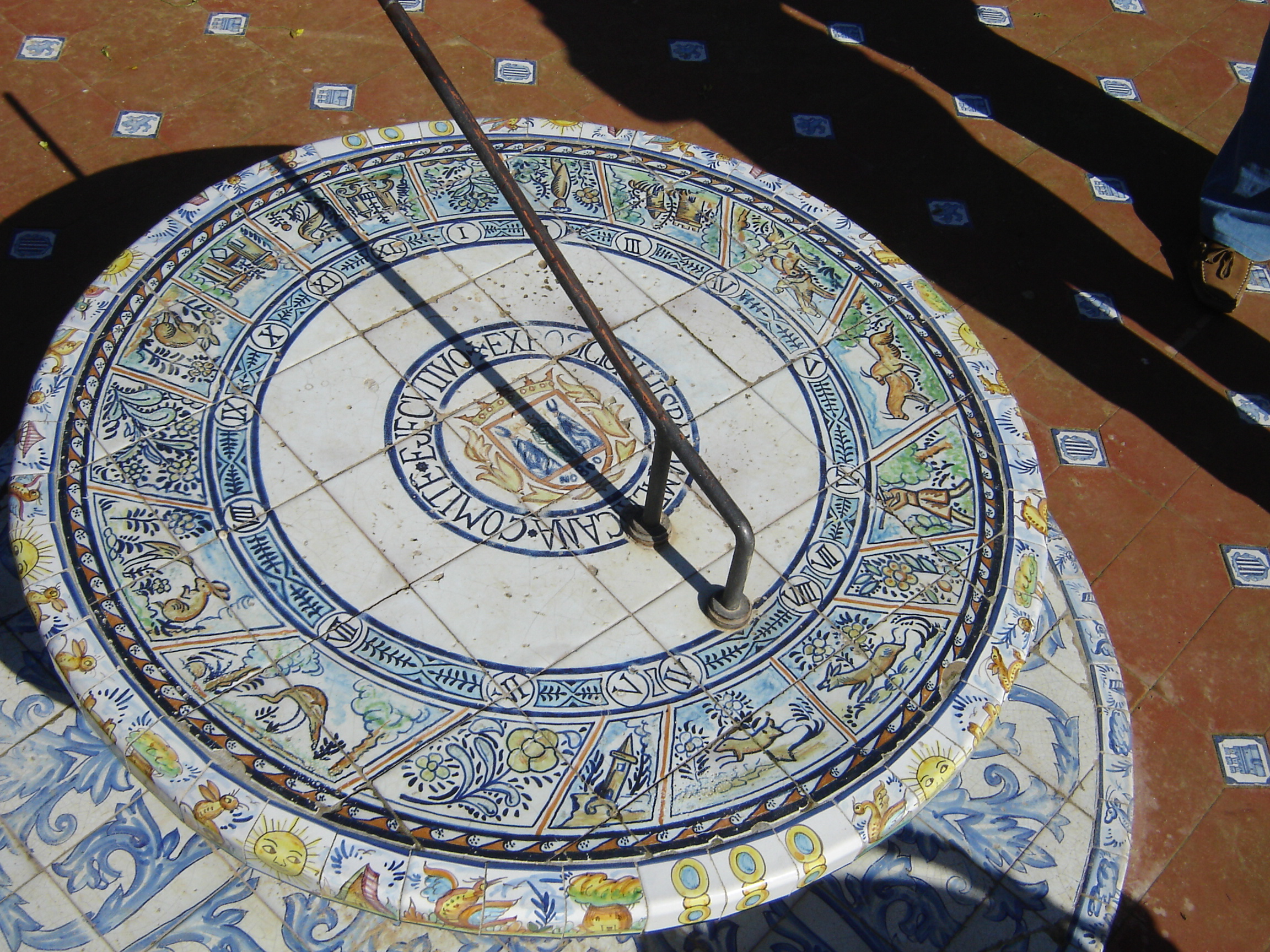
Ett solur från 1900-talet i Sevilla i Spanien

Soluren vidareutvecklades av arabiska astronomer. Eftersom de äldre uren var nodus-baserade med raka timlinjer, visade de ojämn timlängd över dagen vilket också varierade efter årstiderna. Varje dag var uppdelad i 12 lika stora segment oavsett tid på året, alltså var de visade timmarna kortare på vintern och längre på sommaren. Idén att använda en jämn delning över hela året timmar lika långa över hela året, kom från Abu'l-Hasan Ibn al-Shatir år 1371, baserat på den tidigare utvecklingen i trigonometri av Muhammad ibn Jabir al-Harrānī al-Battānī (Albategni). Ibn al-Shatir var medveten om att en gnomon som är parallell med jordaxeln, kommer att visa lika långa timmar varje dag under året. Dennes solur är det äldsta existerande soluret som har sin gnomon parallell med jordaxeln. Detta koncept spred sig sedan och visar sig i västerländska solur runt 1446.
Efter en mer allmän acceptans av en heliocentrisk världsbild, samtidigt med framsteg inom trigonometri, dök soluren upp i sin nuvarande form under renässansen då de byggdes i större antal. År 1524 konstruerade den franske astronomen Oronce Finé ett solur i elfenben, som fortfarande finns kvar. År 1570 publicerade den italienske astronomen Giovanni Padovani en skrift med instruktioner för tillverkning av både vertikala och horisontella solur. Giuseppe Biancani gav cirka 1620 ut den angränsande skriften Constructio instrumenti ad horologia solaria, som också redogör för konsten att bygga solur.
Den portugisiske upptäcktsresanden Ferdinand Magellan använde 18 timglas på vart och ett på de fem fartyg, som startade sin resa 1519 från Sevilla. Eftersom timglaset var en av de få tillförlitliga metoderna för att mäta tid till havs, har det spekulerats i att det kanske har använts i dessa sammanhang många hundra år tidigare ihop med den magnetiska kompassen som ett navigationshjälpmedel. Den tidigaste indikationen är dock i målningen Allegory of Good Government av Ambrogio Lorenzetti från 1338. Från 1400-talet kom dock timglas att användas i flera olika sammanhang som vid matlagning, tillverkning och i religiösa sammanhang: de var de första pålitliga, återanvändbara, rimligt korrekta och enkelt konstruerade tidmätningsinstrumenten. Timglaset har också fått flera symboliska betydelser, men dess tidiga historia är tämligen okänd.

### Klockor

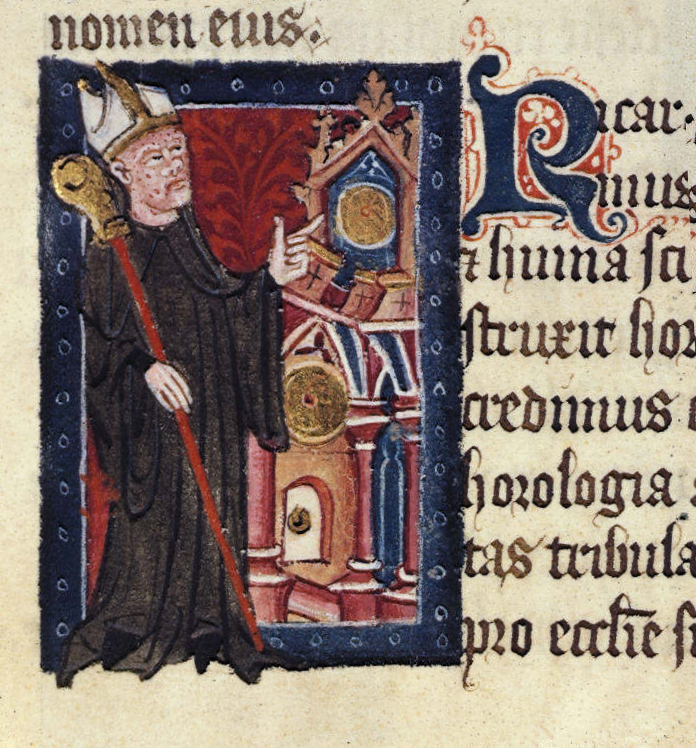
St Albans Abbeys astronomiska ur, byggt av dess abbot Richard of Wallingford

Det som vi till vardags benämner som klockor, eller egentligen ur, omfattar ett brett spektrum av produkter, allt från armbandsur till Clock of the Long Now. Det engelska ordet "clock" sägs härröra från medelengelskans clokke, fornfranskans cloque eller det forngermanska ordet clocke. Alla dessa ord är sprungna ur medeltidslatinets clocca och de avsåg det som också på svenska heter klocka och på engelska heter bell. Klockan har använts för att markera tidens gång, vilket på ett ljudligt sätt skedde till sjöss och från kloster.
Genom historien har olika klockor haft en rad olika kraftkällor, som gravitation, fjädrar och elektricitet. Uppfinnarna av mekaniska urverk i sig sägs ofta vara kineserna Liang Lingzan och Monk Yi Xing. Mekaniska urverk blev dock inte vanliga i västvärlden förrän på 1300-talet. Urverken användes i kloster för att kunna hålla regelbundna bönetider. De mekaniska klockorna fortsatte att förbättras och det första pendeluret byggs 1656 av holländaren Christiaan Huygens.

#### Tidiga mekaniska ur
De tidigaste europeiska urmakarna var kristna munkar. Den medeltida religiösa vardagen efterfrågade tidmätning, då både bön och arbetsschema var väl tidsbundna göromål. Detta gjordes genom olika typer av tidmätare, som vattenur, solur och ljusur, förmodligen också i kombination. När mekaniska urverk användes drogs de ofta upp två gånger per dag, för att säkerställa dess funktion. Viktiga tidpunkter och händelser annonserades med klockringning, antingen för hand eller med en mekanisk anordningar som en fallande vikt eller en roterande slagkläpp.
År 850 konstruerade Pacificus, som var ärkediakon i Verona, ett vattenur (Horologium nocturnum). De religiösa behoven och medeltida munkarnas tekniska skicklighet, var avgörande faktorer i utvecklingen av urverken enligt historikern Thomas Woods:
| ” | Bland munkarna fanns det duktiga urmakare. Det första kända urverket gjordes av den kommande påven Silvester II, för den tyska staden Magdeburg omkring år 996. Mycket mer sofistikerade urverk byggdes dock av senare munkar. Peter Lightfoot som var en 1300-talsmunk från klostret i Glastonbury i Somerset byggde ett av de äldsta bevarade urverken, vilket nu återfinns i Londons tekniska museum. | „ |

Olika omnämnanden i skrifter från 1000-talet påvisade att de mekaniska urverken var väl kända i Europa under denna period. I början av 1300-talet refererade den italienske författaren Dante Alighieri till ett urverk i sitt epos Den gudomliga komedin, vilket är den första litterära referensen till en urverk som slog timmarna. Den tidigaste detaljerade beskrivningen av ett urverk skedde 1364 i avhandlingen Il Tractatus Astrarii, som skrevs av Giovanni Dondi dell'Orologioondi som var professor i astronomi på Universitetet i Padua. Detta ur har stått modell för flera senare replikor, bland annat på Londons tekniska Museum och Smithsonian Institution. Andra noterbara urverk från denna tid byggdes i Milano (1335), Strasbourg (1354), Lunds domkyrka (1380), Rouen (1389) och Prag (1462 ).

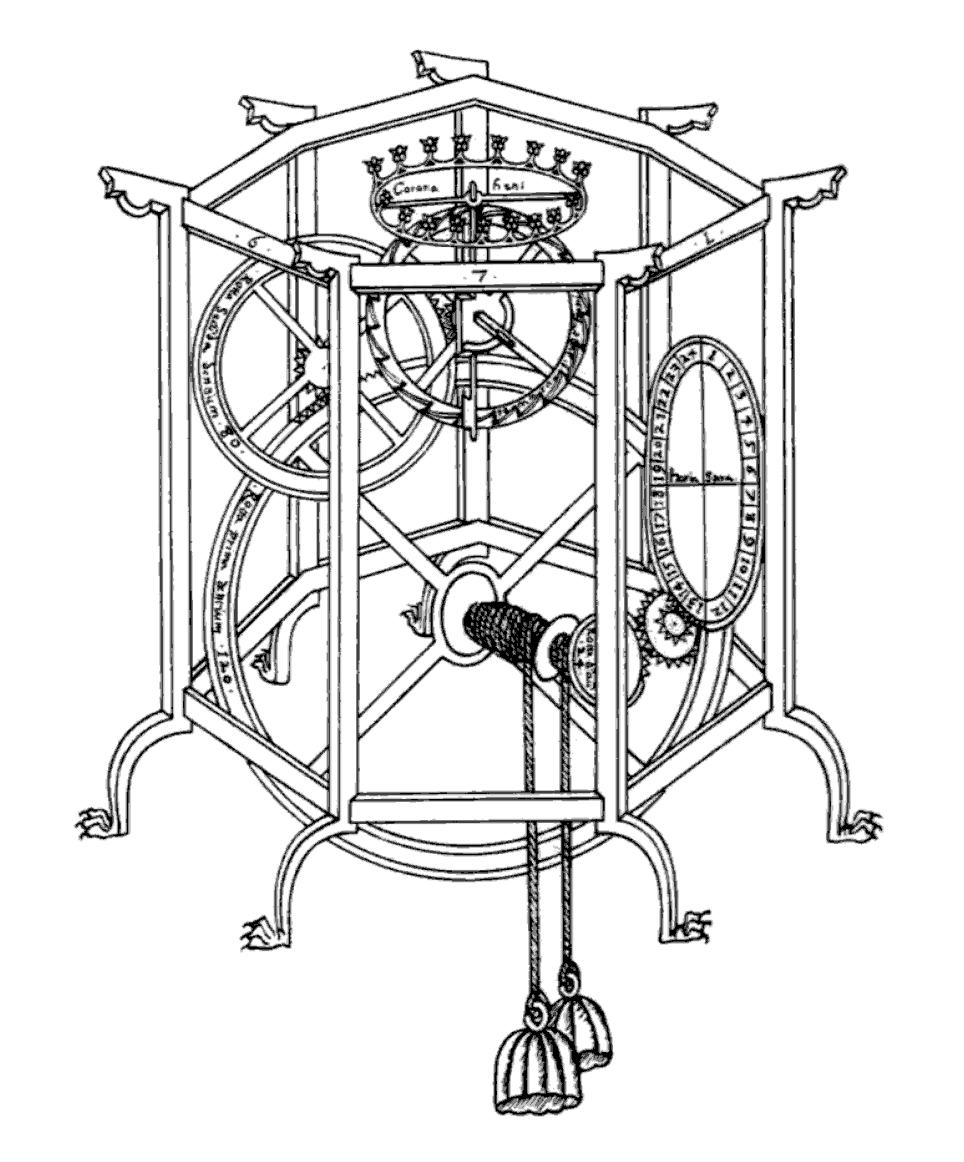
Astronomiskt ur från 1364, av De Dondi

Salisbury katedralklocka, från cirka 1386, har det äldsta fungerande urverket i världen, och fortfarande med de flesta av sina originaldelar. Det har ingen urtavla, eftersom dess syfte var att slå en klocka på exakta tidpunkter. Dess mekanism med kugghjul är monterade i en öppen, kvadratisk järnram, med sidor på cirka 1,2 meter. Ramverket hålls samman med metallpluggar och stift och dess steghjul och lappspindel är av standardtyp för denna tid. Klockan får sin drivkraft från två stora lodstenar, som hänger i block. När loden faller, lindas repen av från var sin trumma. En trumma driver huvuduret och den andra driver slagmekanismen och luftbromsen.
Peter Lightfoot konstruerade ett känt astronomiskt ur till Wells katedral i Somerset 1390 som också är värt att notera. Uravlan utgår från en geocentrisk världsbild, där solen och månen krestar runt ett centralt placerat jordklot. Det är unikt då det har kvar sin ursprungliga medeltida urtavla, som visar en filosofisk modell av ett pre-kopernikanskt universum. Ovanför uret finns två statyer som slår på klockor och det finns också ett par tornerspelande riddare som fullföljer ett varv runt en bana varje kvarts timme. På 1600-talet byggdes uret om och fick både en pendel och ett ankarsteghjul innan det installerades i Londons tekniska museum 1884, där det fortfarande är i drift. Liknande astronomiska ur kan ses i katedralen i Exeter, Ottery St Mary och Wimborne Minster.

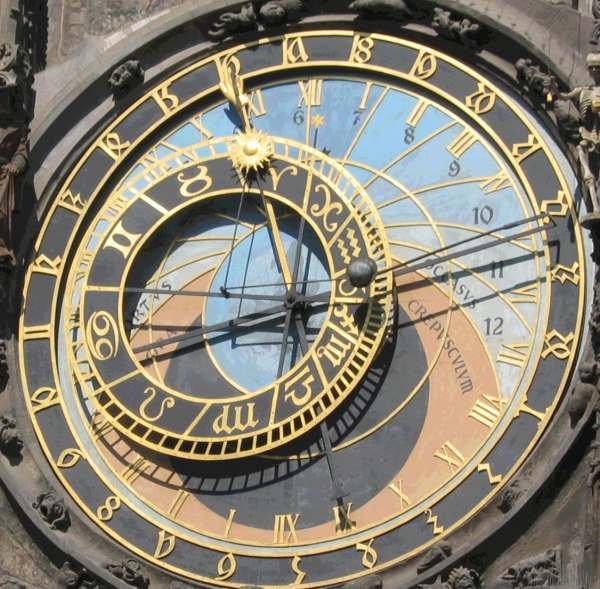
Urtavlan på ett astronomiskt ur på rådhuset i Prag, byggt 1410

Ett urverk, som inte har längre finns kvar, satt i St Albans katedral. Urverket byggdes av abboten Richard av Wallingford på 1300-talet. Det kan ha förstörts under klosterupplösningen som Henrik VIII beordrade, men tack vare abbotens anteckningar har en fullskalekopia tagits fram. Förutom ett mekaniskt urverk för tiden kan uret också med stor noggrannhet förutsäga månförmörkelser och kan även ha visat de olika faserna för solen, månen och ett antal andra stjärnor och planeter. Det lär också ha innehållit ett slags lyckohjul samt en anordning för att visa tidvattennivån vid London Bridge. Enligt den amerikanske historikern Thomas Woods skapades det inte ett lika tekniskt avancerat ur på minst två århundraden.
Giovanni de Dondi var en annan tidig urmakare, som gjorde ett urverk som inte finns kvar. Det har dock fått stå modell för flera senare replikor. De Dondis urverk hade sju urtavlor och 107 rörliga delar, som visar positionerna för solen, månen och fem planeter samt religiösa högtidsdagar. Runt denna tid infördes successivt mekaniska urverk i olika kloster, både för att markera tid och viktiga händelser och exempelvis för att ersätta tidigare vattenur.
Under medeltiden användes urverk främst för religiösa ändamål, de första tillfällena mekaniska urverk användes i andra sammanhang inträffade runt 1400-talet. I Dublin blev en officiell tidmätning lokal praxis och 1466 stod ett offentligt urverk på toppen av rådhuset (Tholsel). Det var förmodligen det första i sitt slag på Irland och hade endast en timvisare. I takt med att fler slott byggdes blev det också alltfler tornur. Ett exempel finns från år 1435 på Leeds Castle, där urtavlan är dekorerad med bilder av Jesu korsfästelse, Jungfru Maria och Sankt Göran.
De medeltida klocktornen i Västeuropa hade ibland också slående klockor. Ett av de mer kända urverken som finns bevarade är St Marks urverk på toppen av Sankt Markuskampanilen vid Markusplatsen i Venedig. Urverket monterades 1493 av urmakaren Gian Carlo Rainieri från Reggio nell'Emilia. Dess stora klocka göts 1497 av Simone Campanato och den slås varje hel timme av två rörliga bronsstatyer med hammare (2,6 meter höga), som kallas "Due Mori" (De två morerna). Något tidigare (ev. 1490) installerades urmakaren Jan Růže (kallades även Hanuš) den astronomiska klockan i Prag, som enligt en annan källa monterades så tidigt som 1410 av urmakaren Mikuláš av Kadan och matematikern Jan Šindel. Varje timme är det klockringning, med hjälp av ett antal animerade skulpturer.
Tidiga urtavlor visade oftast inte minuter och sekunder. En klocka med en minutvisare omnämns dock i ett manuskript från 1475 och klockor som visar minuter och sekunder började dyka upp i Tyskland på slutet av 1400-talet. Även om urverken som visade minuter och sekunder gjordes emellanåt på denna tid, blev de inte vanliga förrän noggrannheten blev bättre i samband med pendeluren och balansfjädern. På 1600-talet använde astronomen Tycho Brahe ett ur med minut- och sekundvisning, för att observera stjärnornas positioner.
Alla de äldsta mekaniska urverken var loddrivna. Exakt när de första fjäderdrivna urverken konstruerades är okänt. På ett porträtt från 1440-talet förekommer ett ur som måste vara fjäderdrivet. Liksom de tidiga loduren drevs de tidiga klockorna med spindelgång och stångbalans, som i fickuren ofta tillverkades av svinborst samt lappspindel.

#### Osmanska mekaniska ur
Den ottomanska ingenjören Taqi al-Din beskrev en viktdriven klocka med ankare och steghjul, en slående kugghjulsfunktion, en alarmfunktion samt en princip för att visa månfaser i sin bok: Al-Kawākib al-durriyya fī wadh' al-bankāmat al-dawriyya (ung: de viktigaste punkterna vid konstruktion av mekaniska urverk), skriven omkring 1556. På samma sätt som tidigare 1400-talsur, initierades larmet genom att placera en peg vid lämplig tidpunkt på urtavlan. Klockan hade tre visare, för timmar, minuter och sekunder. Taql al-Din konstruerade senare en klocka för Istanbuls observatorium, där han använde den för att göra observationer med hjälp av rektascension, han framlade att: "Vi konstruerade ett mekaniskt urverk med tre visare, som kunde visa timmar, minuter och sekunder. Vi delade varje minut i 5 sekunder". Detta var en viktig nyhet i 1500-talets praktiska astronomi, då urverken i början av århundradet inte var tillräckligt exakta för att använda för astronomiska ändamål.
Ett exempel på en klocka som mätte tiden i minuter konstruerades av en ottomansk urmakare, vid namn Meshur Sheyh Dede, år 1702.

#### Pendelur

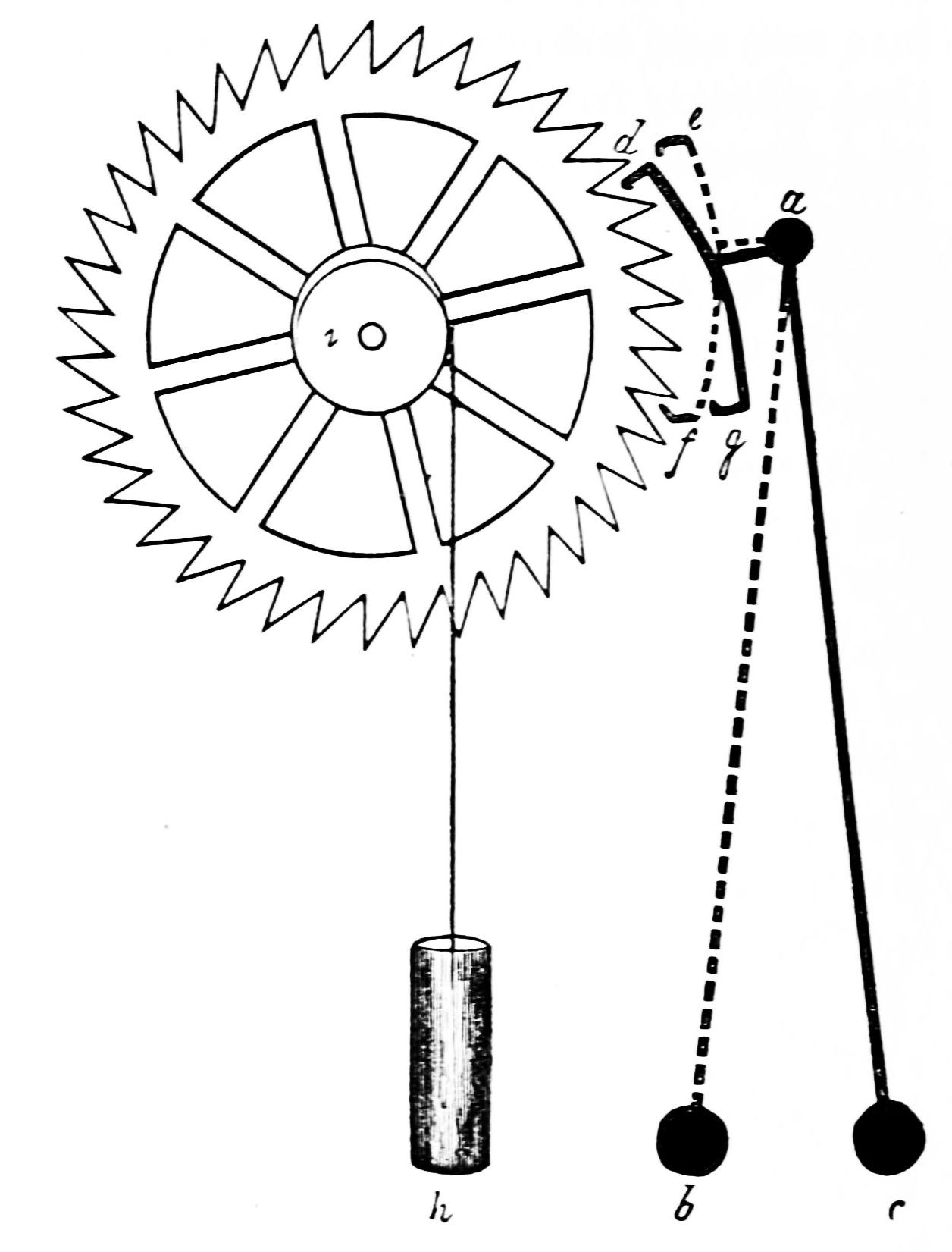
Pendelprincip med ankare och lod

Det mekaniska urverkets utveckling skapade allt mindre urverk, vilket ledde till regionala urverk på 1400-talet och personliga urverk på 1500-talet. Under 1580-talet undersökte den italienska vetenskapsmannen Galileo Galilei pendeln regelbundna svängning och fann att denna kunde användas för att reglera ett urverk. Även om Galileo studerade pendeln runt 1582, konstruerade han dock aldrig ett urverk som var baserat på denna. Det första pendeluret ritades och byggdes av den holländske forskaren Christiaan Huygens år 1656. Tidiga versioner av urverken missvisade med mindre än en minut per dag och senare med cirka 10 sekunder, vilket var mycket exakt vid denna tid.
Jesuiterna var en annan viktig bidragande orsak till utvecklingen av pendeluren under 1600- och 1700-talen, då de hade stora krav på precision. För att exakt mäta en sekundpendel, övertalade den italienske astronomen Giovanni Battista Riccioli nio andra jesuiter, att räkna nästan 87 000 svängningar på en enda dag. De spelade en avgörande roll när det gällde att testa och sprida idéer till samtida vetenskapsmän, som exempelvis Huygens.
Spindelgången som dittills använts i klockor visade sig mindre lämplig för de loddrivna pendeluren. Den äldre spindelgången krävde en pendelrörelse på ungefär 100 grader. För att undvika alltför breda klockhus hade de flesta pendeluren då en relativt kort pendel.
Omkring 1675 konstruerade engelsmannen William Clemen släphaksgången, där lappspindeln ersattes av en gånghake. 1710 konstruerade en annan engelsman, George Graham en förbättrad hakgång, den vilande hakgången eller ankargången. Gånghjulet rörde sig här i impulsögonblicken men låg i övrigt i vila. Efter samma principer som ankargången fungerade stiftsgången.
Ankarmekanism minskade pendelns minsta slag till mellan 4 och 6 grader, vilket gjorde att urmakarna kunde använda en längre pendel, med kortare slag och därför lägre hastighet. Dessa pendlar krävde mindre energi för att flyttas, orsakade mindre friktion och slitage, samt var mer exakta än sina föregångare. De flesta golvuren använder en pendellängd på cirka en meter till centrum på pendel-linsen, där varje pendelslag ska ta en sekund. Pendelns längd tillsammans med nödigt utrymme för loden som driver uren, orsakade ett tämligen högt inbyggnadsmått.
Under år 1675, 18 år efter att pendelurets ankomst, uppfann Huygens den spiraliserade balansfjädern för urverkets "oro" (balanshjul), en förbättring jämfört med den tidigare raka fjäder som uppfunnits av den naturvetenskaplige forskaren Robert Hooke. Spiralfjädern bidrog till en högre noggrannhet på fickuren från ibland timmar per dag till cirka 10 minuter per dag, en förbättring som kan liknas vid vad pendeln gjorde för de stationära uren. Redan 1695 konstruerade dock Thomas Tompion cylindergången, som senare förbättrades av hans elev George Graham, vilken efterhand kom att ersätta spindelgången i fickuren. 1704 lyckades en schweizisk urmakare utveckla tekniken att borra i ädelstenar, vilket innebar att rubiner kom att användas som lager i finare klockor, och ytterligare kom att förfina fickuren. Den fria ankargången, som under modern tid kommit att dominera fick- och armbandsurskonstruktionen uppfanns 1760 av George Grahams elev Thomas Mudge.

#### Klocktillverkare

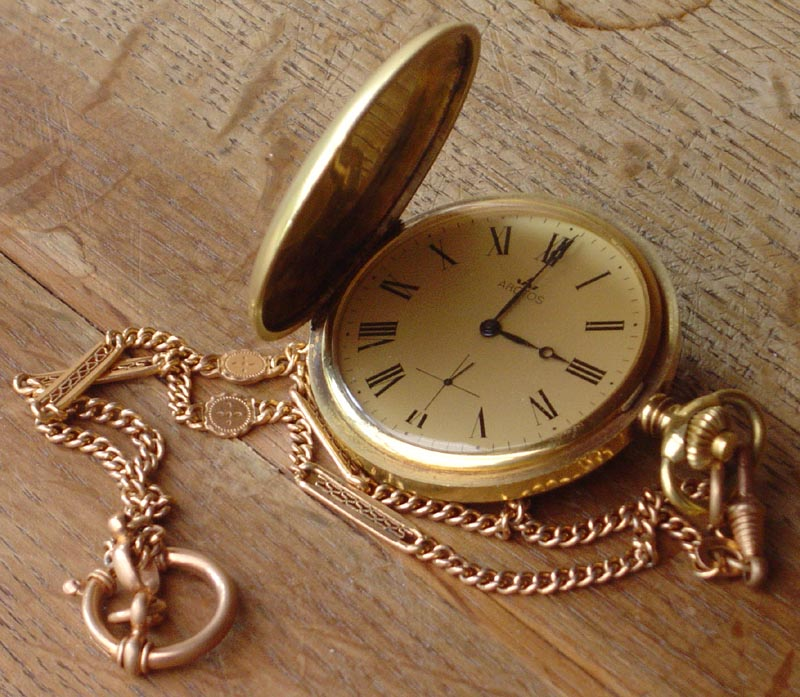
Ett fickur

De första professionella urmakarna kom från skrån som låssmeder och juvelerare. Urtillverkningen utvecklades sedan över tiden från ett specialiserat hantverk till en massproduktion i fabriker. Inledningsvis var dock Paris och Blois centra för klocktillverkningen och franska urmakare som Julien Le Roy som var urmakare i Versailles var tongivande designers för ornamenterade urverk. Le Roy tillhörde den femte generationen av en urmakarfamilj och beskrevs av sin samtid som "den mest skickliga urmakare i Frankrike, möjligen i Europa". Han uppfann en speciell repeteringsmekanik, som förbättrade urverken, en urtavla som kunde öppnas för att kunna komma åt urverket och tillverkade eller övervakade tillverkningen av över 3 500 klockor. Framstegsjakten och den vetenskapliga rivaliteten manade på utvecklingen av nya mer exakta anordningar för att mäta och visa tid.
Mellan 1794 och 1795, under den franska revolutionen, införde den franska regeringen decimaltid, vilket delade in en dag i 10 timmar, med 100 minuter per timme. Astronomen och matematikern Pierre Simon de Laplace var en av dem som modifierade sitt fickur till att visa decimaltid. En klocka i palatset i Tuilerierna visade decimaltid så sent som 1801, men kostnaden för att göra om alla landets klockor till decimalsystemet motverkade spridningen. Eftersom decimaltiden främst var till gagn för astronomer och vetenskapsmän, snarare än för gemene man, övergavs systemet då det inte vann allmänt gillande.
I Tyskland var Nürnberg och Augsburg tidiga centrum för klocktillverkning och områdena i Schwarzwald kom att specialisera sig på gökur. England kom att bli ett dominerande centrum för urtillverkning under en period runt 1700- och 1800-talen. Schweiz etablerade sig under 1800-talet som ett nytt centrum för klocktillverkning, efter en tillströmning av hugenotter som var erkänt duktiga hantverkare. Under 1900-talet befäste sedan Schweiz sitt rykte som en urtillverkar-nation av högsta klass, speciellt när det gällde maskintillverkade urverk. Ett namnkunnigt ledande företag var Patek Philippe, vilket grundades av 1839 i Bern.

#### Armbandsur
År 1904 bad flygpionjären Alberto Santos-Dumont sin vän Louis Cartier, som var en fransk urmakare, att konstruera ett ur som kunde användas praktiskt under dennes flygningar. Armbandsuret hade dock redan uppfunnits av Patek Philippe, år 1868, men då bara som ett utsmyckande armbandsur för damer. Eftersom ett vanligt fickur var olämpligt i detta sammanhang, skapade Louis Cartier "Santos armbandsur", det första armbandsuret för män och i första hand avsett för tidmätning.
Armbandsuren blev allt mer populära under första världskriget, då officerare fann dem vara mer praktiska att ha i strid än fickuren. Artilleri- och infanteriofficerare var beroende av sina urverk, då allt mer samordnade strider krävde en mer samordnad tidmätning. Armbandsuren behövdes även vid luftstrider och krigspiloter fann dem bekvämare än fickurens, precis som Santos-Dumont hade gjort. Så småningom, tillverkade armén armbandsur central, både för infanteriet och flygvapnet. Under andra världskriget var A-11 ett populärt armbandsur bland amerikanska flygare, med sin enkla svarta urtavla och tydliga vita lättavlästa visare.

#### Marina kronometrar

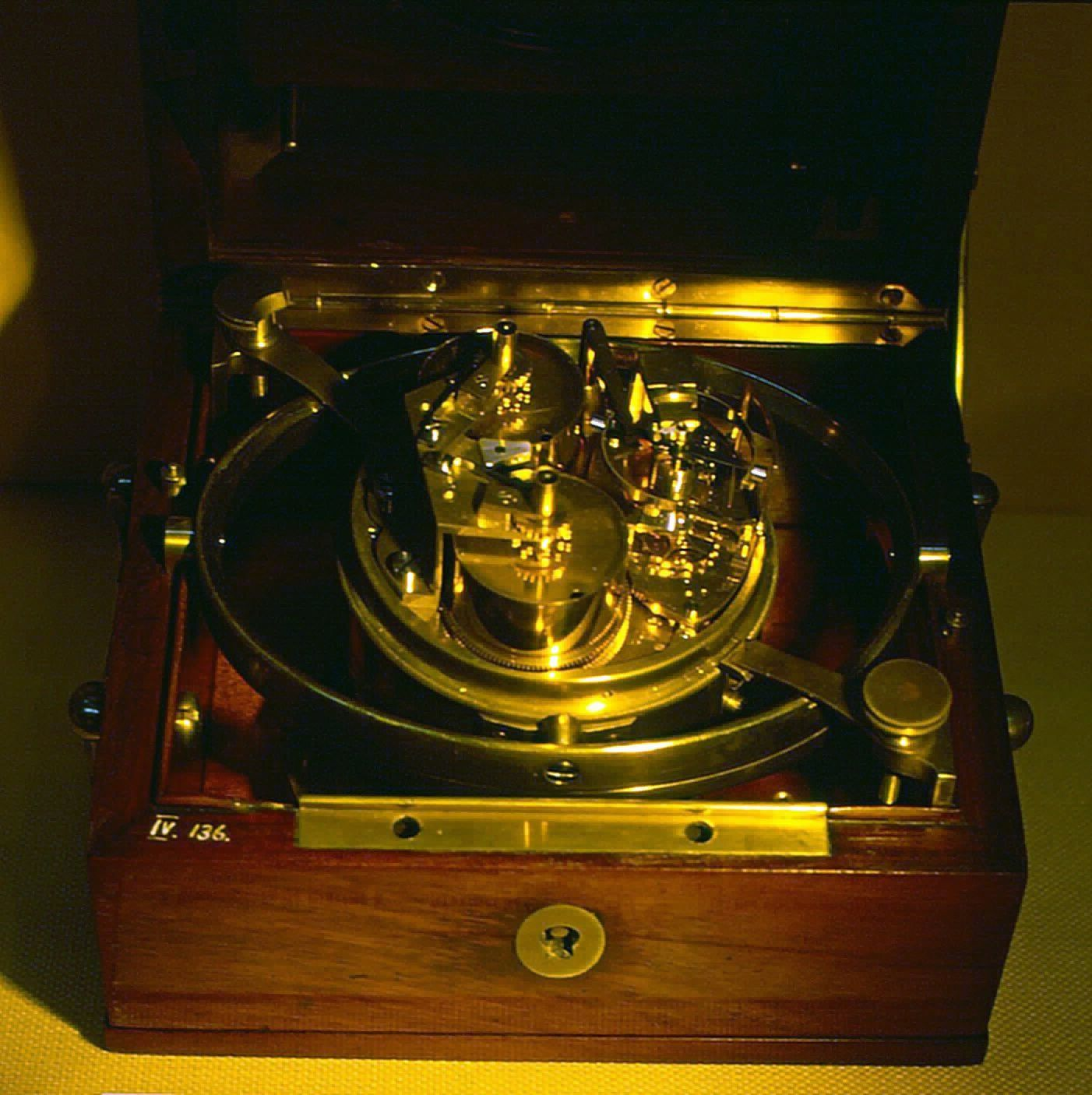
En kronometer.

Marina kronometrar är urverk som används till sjöss för att kunna bibehålla en tidsstandard och för att bestämma longitud vid astronomisk navigation. De utvecklades först av snickaren John Harrison, som vann den brittiska regeringens longitudpris år 1759. Marina kronometrar var inställda gentemot en specifik plats, vanligen Greenwich Mean Time, för att sjöfolk skulle kunna bestämma longituden genom att jämföra solståndet gentemot tiden.

### Kronometern
En kronometer är en portabel tidtagare, som uppfyller vissa precisionsnormer. Inledningsvis användes termen för att avse den marina kronometern, som används för att bestämma longitud genom astronomisk navigering. På senare tid har begreppet utvidgats till att också avse kronometerur, ett armbandsur som uppfyller vissa precisionsnormer, som är fastslagna av den schweiziska myndigheten COSC (Contrôle officiel suisse des chronomètres). Över 1 000 000 "officiellt certifierade kronometrar" tillverkas årligen, främst mekaniska armbandsur med kvartsoscillatorer vilka har godkänts enligt COSC standard. Dessa betecknas som högprecisionsur och registreras officiellt med ett individuellt serienummer. För att klara denna standard uppmäts varje klocka, i fem olika lägen, i flera dagar och vid tre olika temperaturer.

### Kvartsoscillatorn

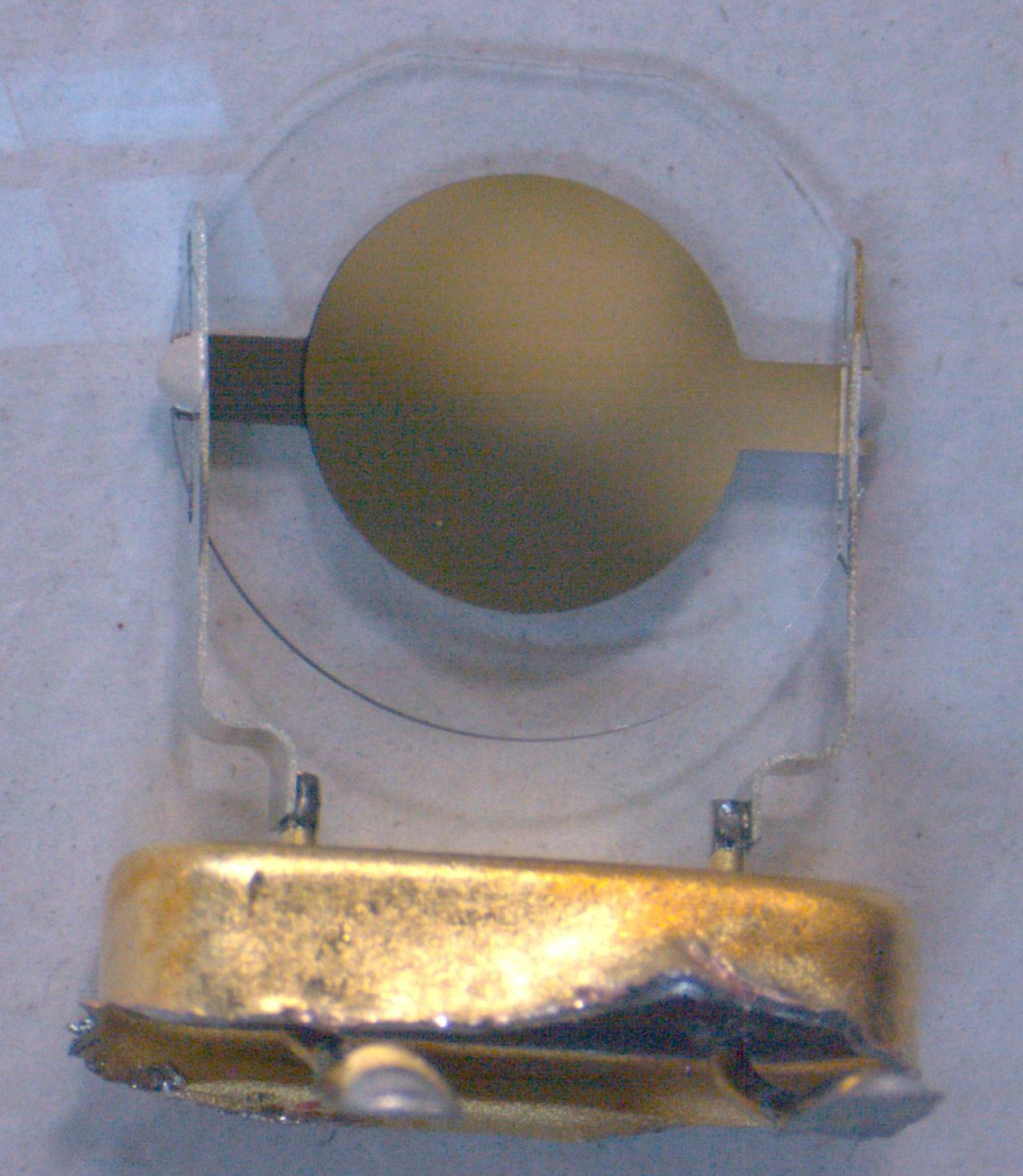
En modern högpresterande kvartskristall (HC-49).

De piezoelektriska egenskaperna hos ren kvarts upptäcktes av Jacques och Pierre Curie 1880. Den första kvartskristalloscillatorn byggdes av Walter G. Cady 1921 och det första kvartsuret byggdes 1927 av Warren Marrison och JW Horton vid Bell Telephone Laboratories i Kanada. De följande decennierna utvecklades kvartsklockorna som precisionstidsmätare i laboratoriemiljöer, de mest skrymmande var byggda med hjälp av elektronrör vilket begränsade deras praktiska användning i andra sammanhang. År 1932 gjordes ett kvartsur för att mäta små veckovariationer i jordens rotationshastighet. The National Bureau of Standards (numera NIST) baserade tidsstandarden i USA på kvartsur från slutet av 1929 till 1960-talet, då atomuren tog över den rollen. 1969 producerade urtillverkaren Seiko världens första kvartsarmbandsur, som blev kallat Astron. Kvartskristallernas inbyggda noggrannhet, till en låg kostnad, har resulterat i en vid spridning av kvartsur.

### Atomur

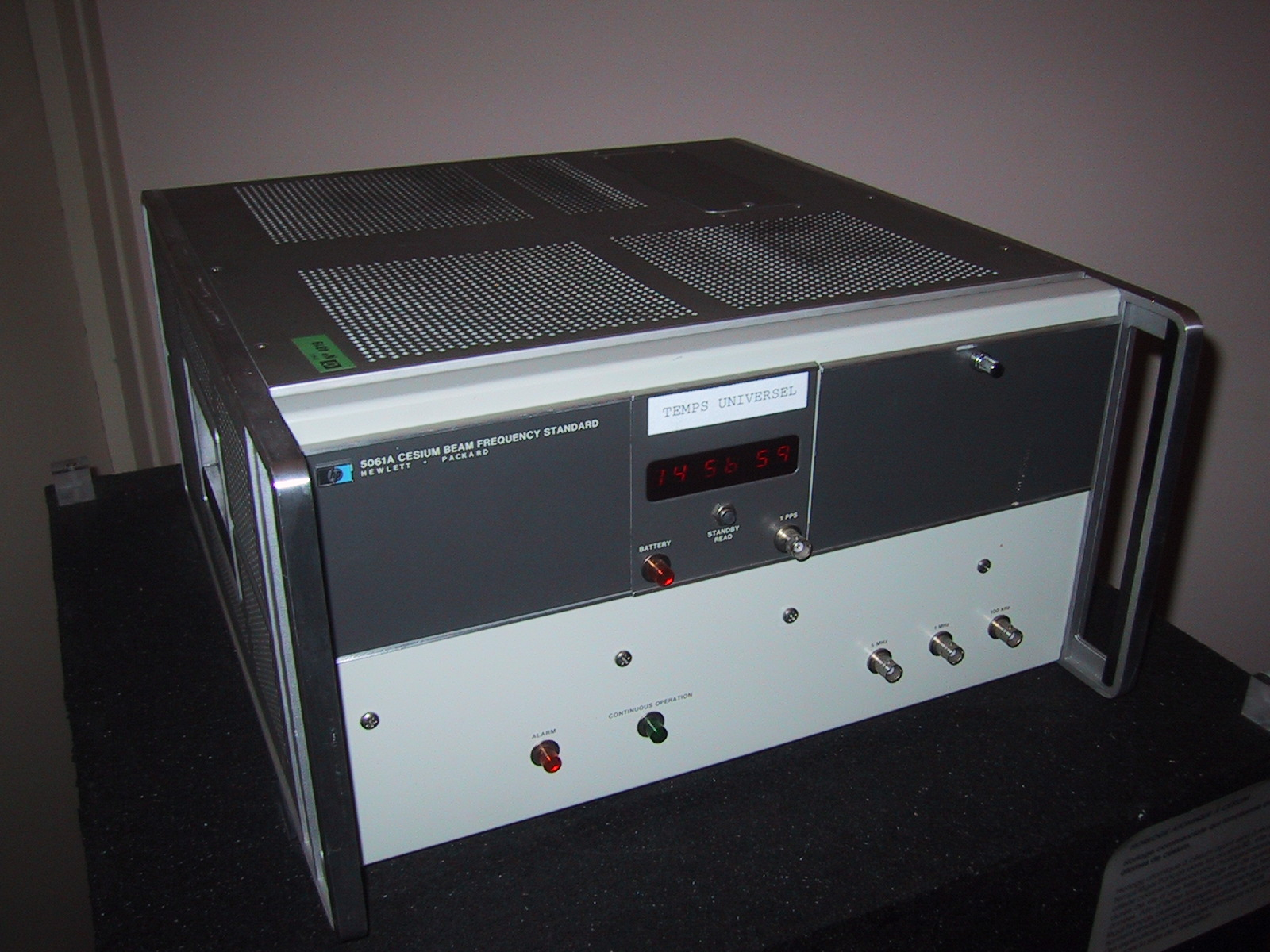
Ett rack med ett modernt cesiumur.

Atomklockor är de mest exakta tidmätningsanordningarna hittills. Då de bara drar sig delar av sekunder på tusentals år, kan de användas för att kalibrera andra ur och tidtagningsintrument. Det första atomuret uppfanns 1949 och finns bevarat på Smithsonian Institution. Det byggde på absorptionslinjen i ammoniakmolekylen, men de flesta är nu baserade på spinnegenskaperna hos en cesiumatom. Det internationella måttenhetssystemet standardiserade tidsenheten sekund på cesiums spinegenskaper 1967. SI definierar en sekund som 9 192 631 770 cykler av den strålning, som motsvarar energinivån mellan övergångstillståndet och grundtillståndet hos cesium 133-atomen. Det atomur (cesiumur) som handhas av National Institute of Standards and Technology i USA, är korrekt till 30 miljarddels sekund per år. Atomur har även använt andra ämnen som referens, såsom väte och rubidium-ånga vilka också har sina fördelar. Väteuren är något mer stabila, och rubidium-uren är mindre och har lägre energiförbrukning.
Ett atomur för industribruk har typiskt en felmarginal på 1 sekund på 100 000 år, men i forskningssammanhang och i mer krävande tillämpningar förekommer atomur med en felmarginal på mindre än 1 sekund per tiotals miljoner år. Det mest korrekta atomuret i världen finns på National Physical Laboratory i Storbritannien och har en felmarginal på mindre än 1 sekund per ungefär 138 000 000 år.